# Archag Tchobanian
Vous lisez un « article de qualité » labellisé en 2023.
Archag Tchobanian (arménien : Արշակ Չօպանեան), né le 15 juillet 1872 à Constantinople (Empire ottoman) et mort le 8 juin 1954 dans le 4e arrondissement de Paris, est un écrivain, poète, dramaturge, traducteur, intellectuel, éditeur de revues littéraires, conférencier et diplomate arménien.
Directeur de sa propre revue littéraire, Anahit (1898-1949), et auteur d'une œuvre importante, il se tient aussi au courant de la production littéraire de son temps et est, selon Krikor Beledian, un critique littéraire « infatigable » qui correspond, encourage et offre une tribune aux écrivains arméniens du monde entier. Dans un contexte où les Arméniens de France ne possèdent pas d'école où apprendre leur langue, Beledian estime qu'il joue un rôle de premier plan (à l'instar de Chavarche Missakian et de son journal Haratch) dans l'enseignement de celle-ci, par la lecture que font les jeunes générations de sa revue ainsi que dans l'éveil des vocations des jeunes écrivains. Il préside par ailleurs un certain nombre d'organisations intellectuelles et littéraires des Arméniens de Paris. Considéré par Anahide Ter Minassian comme un « ambassadeur des lettres arméniennes » pendant un demi-siècle, il est, pour l'historienne Anouche Kunth, l'une des figures « fondatrices » de la communauté arménienne en France.
Il joue un très grand rôle dans l'extension de la connaissance de la culture et de la littérature arméniennes en France, par de multiples traductions et des éditions savantes, avec notamment sa Roseraie d'Arménie en trois volumes. Francophile depuis son plus jeune âge, il émigre en France en 1895, s'intègre dans les milieux intellectuels européens et noue de nombreuses amitiés avec des écrivains et intellectuels qu'il amène à la cause des Arméniens ottomans en favorisant la naissance d'un mouvement arménophile à l'époque des massacres hamidiens (1894-1897).
Dans la première moitié du XXe siècle, à la suite du génocide arménien puis de la disparition de la Première république d'Arménie (1918-1920), il est l'une des grandes voix des Arméniens en exil, notamment en tant que membre de la Délégation nationale arménienne. Cette dernière est remplacée en 1925 par le Bureau des réfugiés arméniens, qu'il dirige tout au long de l'existence de cette organisation, jusqu'en 1945.

## Biographie

### Débuts dans l'Empire ottoman (1872-1895)

#### Famille et origines
Archag Tchobanian naît le 15 juillet 1872 à Constantinople, dans le quartier de Beşiktaş, au sein d'une famille arménienne originaire d'Agn,,.
Sa mère, Marie Kemhadjian, meurt alors qu'il n'a qu'un mois,, tandis que son père, Johannès, est un orfèvre issu de la famille Howiantz,.

#### Études et premiers écrits

##### Études à Constantinople et développement de sa francophilie (1882-1893)
En 1882-1886, il étudie à l'école Makrouhi, école arménienne du quartier,,, où il commence à écrire. Il doit sa maîtrise de la langue française à deux institutrices françaises, Mme Bragiotti et Blanche Lesire,, et ne cache pas sa francophilie, s'intéressant par exemple à Victor Hugo. La première de ses deux institutrices corrige d'ailleurs sa traduction en français de Vahan, tragédie de Meguerditch Béchiktachlian.
Il entre ensuite au nouvellement fondé lycée Guétronagan (1886) entre 1887 et 1891,,,. Il y a pour professeurs Minas Tchéraz, Tovmas Terzian et Eghia Demirdjibachian, qui reconnaissent ses talents littéraires et l'encouragent dans cette voie. Tchéraz est particulièrement impressionné par le travail de son élève, qui étudie les littératures arménienne et européenne.
En 1888-1889, il publie dans la revue Arevelk de la poésie et traduit des auteurs français comme Alphonse Daudet, Émile Zola, Gustave Flaubert, Guy de Maupassant ou encore Théophile Gautier,,. En 1890, il traduit pour la revue belge La Pléiade des poèmes de Bedros Tourian, ; le directeur de la revue, Paul Lacomblez, écrit alors : « La traduction de M. Archag Tchobanian est celle d'un poète : exacte à la fois et vibrante comme l'original, elle nous en a gardé toute l'exquise saveur. En la lisant, l'on se prend à regretter que tant de chefs-d'œuvre ne nous parviennent qu'émasculés par des académiciens plutôt que transposés en notre langue par d'alertes et enthousiastes traducteurs ».
Tchobanian souhaite poursuivre ses études à Paris, mais n'en a pas les moyens. Il se lance alors dans la carrière des lettres et participe à plusieurs revues intellectuelles, dont Arevelk, Massis, (on retrouve sa signature dans de nombreux numéros publiés en 1892-1893) et Haïrenik, en 1891-1893. Il fréquente alors de grands écrivains arméniens de la capitale impliqués dans la publication de ces revues, comme Arpiar Arpiarian, Krikor Zohrab ou encore Lévon Pachalian. Écrivant jusque-là dans un mélange d'arménien moderne et d'arménien classique, il finit par adopter l'arménien moderne, sous l'influence desdits écrivains. À l'âge de 19 ans, il publie son premier livre intitulé Voix de l'Aurore (1891),,.
En 1892, il est embauché en tant que professeur de langue et de littérature arméniennes au lycée Guétronagan mais enseigne aussi dans d'autres écoles arméniennes, à Kadıköy et Samatya.
Dans sa première pièce de théâtre, intitulée Les Couches sombres (Մութ խաւեր, 1892) et représentée pour la première fois en 1893 à Constantinople (notamment dans les théâtres arméniens de Beyoğlu, Kadıköy et Üsküdar), Archag Tchobanian dépeint la vie du bas peuple de la capitale ottomane et la ruine d'une jeune fille, victime de médisance. L'argent récolté grâce à ces représentations lui permet de se rendre à Paris,.

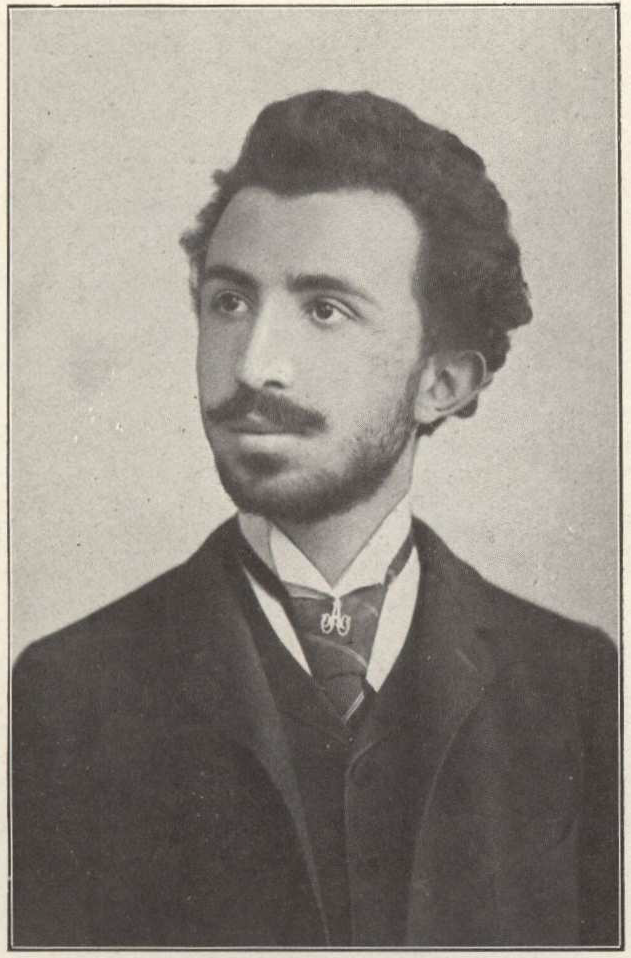
Archag Tchobanian en 1888[26].
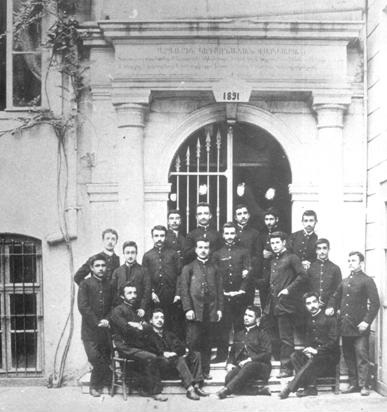
Archag Tchobanian (à gauche, assis sur une chaise) et ses camarades du Lycée arménien Guétronagan à la fin de leurs études, en 1891[27].

##### Séjour à Paris et en Europe (1893-1894)
Il passe l'année 1893 à Paris, où il suit des conférences à la Sorbonne et au Collège de France, assiste à des représentations théâtrales et des concerts, ou se rend au musée. Là, il prend contact avec Alphonse Daudet, Émile Zola, François Coppée ou encore Jean Lorrain et Henry Bauër. Il se lie d'amitié avec le linguiste Antoine Meillet, qui s'intéresse alors à la langue arménienne.
Depuis la capitale française, il continue d'écrire pour le journal Haïrenik, à qui il envoie des articles ; il envisage à la fin de sa vie de réunir ces articles en un livre intitulé Un An à Paris, mais il meurt avant d'avoir pu réaliser ce projet. Il finit durant son séjour la rédaction d'une biographie de Bedros Tourian, qui paraît à Tiflis en 1894,.
Il profite de ce séjour en Europe pour visiter les villes de Londres, Bruxelles et Anvers,.
Archag Tchobanian rentre à Constantinople à l'été 1894,.

##### Retour à Constantinople (1894-1895)
À son retour, Archag Tchobanian est chargé de cours d'histoire de littérature générale à l'école de Galata, puis d'histoire de la littérature française après le départ d'Edmond Fazy.
Durant son séjour, dans la capitale ottomane, qui dure jusqu'en 1896, l'écrivain et enseignant français Pierre Quillard rencontre de nombreux Arméniens, dont Archag Tchobanian en 1894,. Quillard est témoin des massacres hamidiens (1894-1896), évènements qu'il relate dans la Revue de Paris dans un article du 1er septembre 1895 sous le pseudonyme Maurice Le Veyre,,. Tchobanian, qui s'est lié d'amitié avec lui, raconte plus tard à son sujet :

« Le gouvernement turc sentit bientôt que cet homme qui ne professait que dans des écoles arméniennes, qu'on voyait si souvent en compagnie d'amis arméniens, devait être un personnage dangereux pour la sécurité du régime hamidien. Et un jour la police l'arrêta, l'ayant pris tout simplement pour un « agitateur » arménien. Quillard connut pendant quelques heures les douceurs de la prison turque ; comme il appartenait à une nation de ghiaours [infidèles] puissants, il fut relâché immédiatement sur les réclamations de l'ambassade de France, et le ministre de la police lui fit les plus plates excuses,. »

En 1895, Archag Tchobanian prend la direction du journal Dzaghig (arménien : Ծաղիկ, littéralement « Fleur »),,,. Dans ce journal, « il y évoque des traditions, raconte des légendes, étudie les dialectes arméniens et donne aux écrivains éloignés de la capitale l'occasion de révéler leur talent », note Edmond Khayadjian.
Depuis l'Empire ottoman, il publie certaines de ses œuvres dans le Mercure de France, où paraissent en avril 1895 six de ses poèmes qu'il a traduit en français, ainsi qu'un conte intitulé Le Chemin du ciel,. Pierre Quillard introduit en note de bas de page l'auteur et son parcours,. Il joue un rôle important dans l'introduction de Tchobanian dans les cercles littéraires parisiens et le confirme dans une lettre : « Je m'employai de mon mieux à lui faciliter l'accès de quelques revues, et surtout du Mercure de France », écrit-il. Toujours par l'intermédiaire de Pierre Quillard, il fait publier dans La Revue blanche une traduction du récit par Aristakès Lastivertsi de la prise d'Ani par les Turcs seldjoukides en 1063, publiée volontairement alors que les massacres d'Arméniens font rage dans l'Empire ottoman,,,.
Tchobanian envoie aussi des lettres à certaines figures intellectuelles parisiennes, comme la journaliste Séverine. Dans le journal L'Éclair, elle reproduit sa lettre sans le nommer et dénonce dans son article les exactions subies par les Arméniens ottomans,. Tchobanian fait de même avec le journaliste Henri Rochefort, qui reproduit lui aussi une de ses lettres (signée « un groupe d'Arméniens ») dans L'Intransigeant et dénonce le massacre des Arméniens ainsi que l'inaction européenne,,.

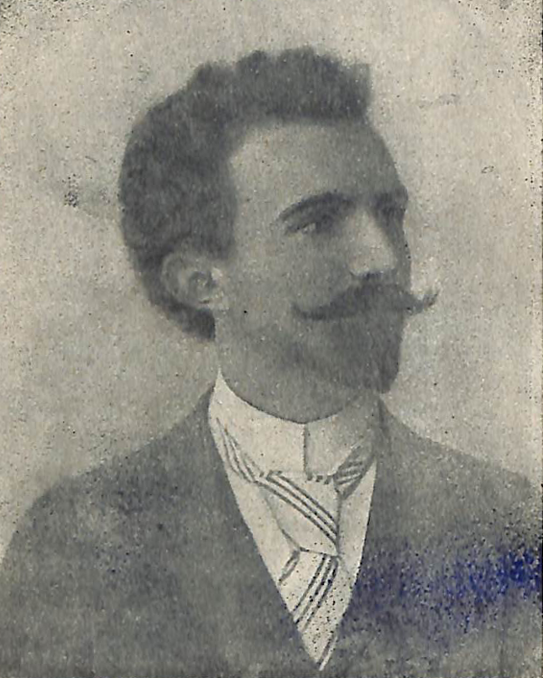
Archag Tchobanian en 1893.
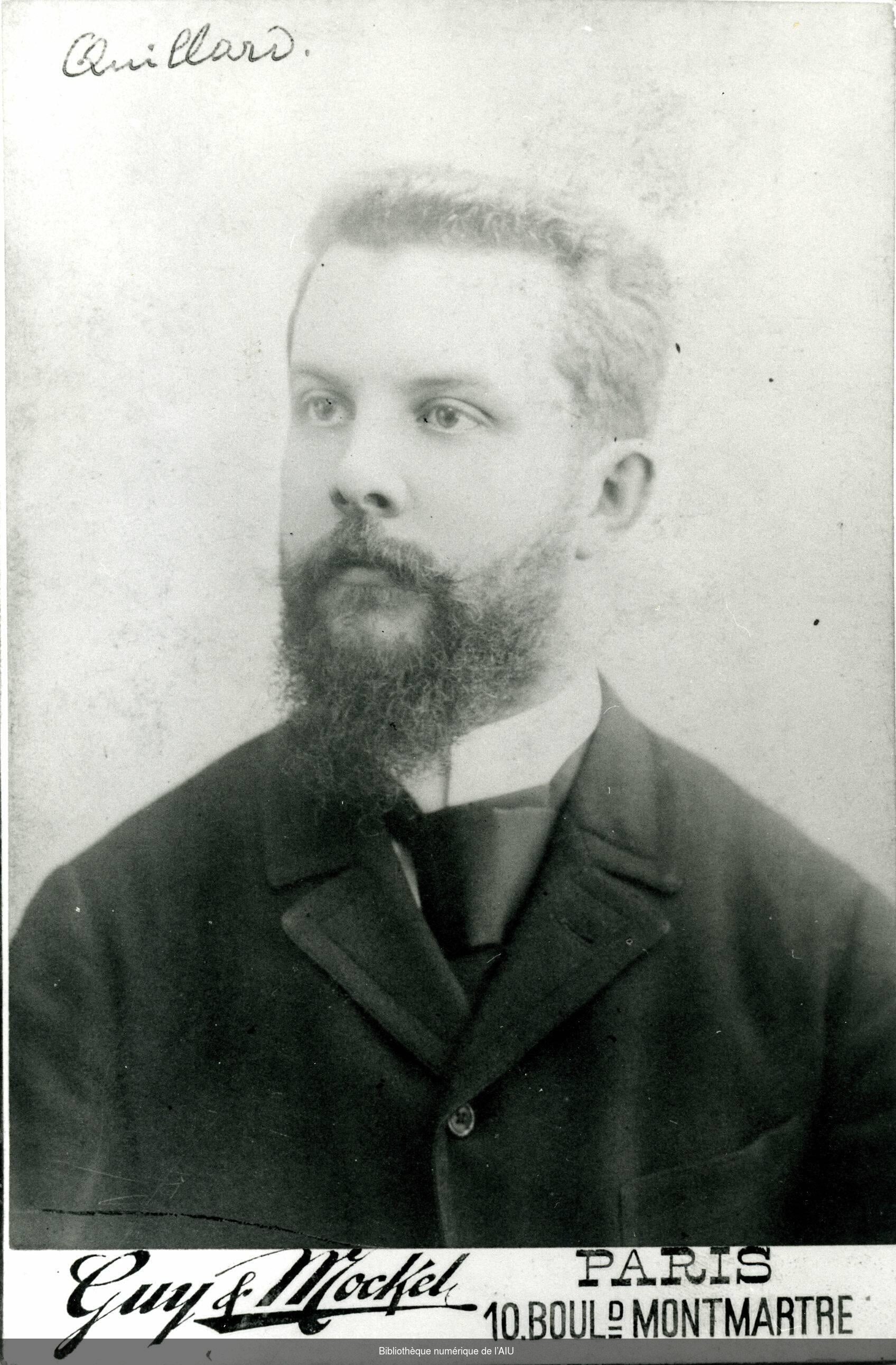
Pierre Quillard en 1898.
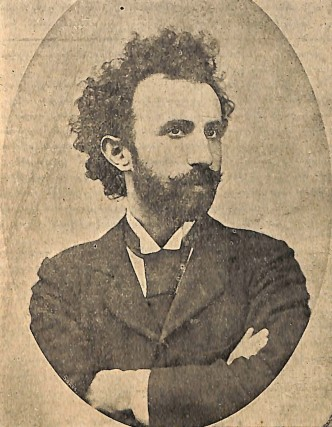
Archag Tchobanian en 1895[51].

### En France (1895-1954)

#### À Paris, la constitution progressive du mouvement arménophile
Archag Tchobanian doit s'enfuir à Paris en 1895,,,,,, en décembre,,, du fait de son amour pour la France mais aussi pour sensibiliser l'opinion publique française sur les massacres hamidiens qui touchent les Arméniens ottomans. Il explique plus tard :

« Quand les massacres d'Arméniens ont éclaté en 1895, massacres où périrent, en pleine période de paix, trois cent mille Arméniens, pour la plupart de pauvres gens désarmés, des femmes, des enfants, des vieillards, atrocement égorgés, j'ai décidé de quitter la brillante situation de professeur de langue et de littérature arméniennes et françaises que j'avais à Constantinople et de venir à Paris consacrer toutes mes forces à la propagande pour la cause arménienne. »

Installé « dans un hôtel minable », il continue d'écrire pour la presse française : dans le Mercure de France, publiant notamment en 1896 la traduction en français de trois contes de l'écrivain Roupen Zartarian, ou encore dans La Revue des revues, publiant la traduction française du Djelaleddinn de Raffi en 1896-1897.
Dès son arrivée à Paris, Archag Tchobanian commence son entreprise de sensibilisation et devient l'artisan principal de la constitution et de l'organisation du mouvement arménophile français. Ainsi, début 1896, sous le pseudonyme Chavarche Antéorte, il publie un article alertant l'opinion sur les massacres hamidiens dans La Revue Blanche, et dénonçant l'attitude des grandes puissances (« L'Europe ? Elle regarde faire, comparse, sinon complice ») et l'indifférence de la presse française (« la presse française — hors quelques généreuses exceptions — resta indifférente, ou contesta les massacres et loua le sultan »). À peu près au même moment, peu de temps après son arrivée en France, il publie des témoignages de victimes dans Les massacres d'Arménie, qu'il demande à Georges Clemenceau de préfacer,. Ce dernier écrit ainsi : « Cette publication […] n'est que trop opportune au moment où l'on commence à parler de nouveaux troubles dans les vilayets d'Arménie. On sait ce que signifie ce mot. C'est l'euphémisme officiel pour désigner le massacre méthodique des Arméniens ». Il y interpelle les gouvernements occidentaux et leur reproche leur inaction face aux massacres subis par les Arméniens et leur incapacité à forcer le gouvernement ottoman à mettre en place des réformes après l'échec du projet de 1895 : « mensonges, les traités : lettre morte, les promesses du Sultan, les stipulations protectrices contresignées pour la forme par les délégués de toutes les Puissances », dénonce-t-il. Sous pseudonyme, Pierre Quillard fait un compte-rendu de l'ouvrage dans le Mercure de France,. La parution des Massacres d'Arménie est de fait abondamment commentée dans la presse.
Le 3 novembre 1896, suivant les interventions des députés Denys Cochin, Albert de Mun, Jules Delafosse et Gustave-Adolphe Hubbard, Jean Jaurès fait un discours remarqué à la Chambre des députés, interpellant le gouvernement français, en particulier le ministre des Affaires étrangères Gabriel Hanotaux, au sujet des massacres,. En février 1897, le ministère des Affaires étrangères fait paraître un Livre jaune regroupant les documents diplomatiques sur les « affaires arméniennes »,.
Le 15 mars 1897 paraît un nouvel article signé Chavarche Antéorte dans La Revue des revues sur la ville arménienne de Zeïtoun, réputée pour son indépendance et sa résistance face aux autorités ottomanes, notamment en 1862 puis en 1895,. Il traduit l'année suivante deux ouvrages d'un écrivain arménien originaire de Zeïtoun, Aghassi : L'Assassinat du Père Salvatore par les soldats turcs, préfacé par Pierre Quillard,, et Zeïtoun : Depuis ses origines jusqu'à l'insurrection de 1895, préfacé par l'helléniste Victor Bérard, et arménophile devenu fervent au cours des années.
En 1897, Archag Tchobanian fonde le Comité franco-arménien (qui disparaît en 1902,,,), auquel adhèrent Pierre Quillard, Victor Bérard, Ernest Lavisse, Albert Vandal, Anatole Leroy-Beaulieu, Denys Cochin, Félix Charmetant, Frank Puaux, Paul Passy, Léon Marillier ou encore Arthur Giry,. Cochin est sensibilisé à la cause arménienne par Tchobanian, alors que Lavisse et Charmetant y sont venus spontanément.
Archag Tchobanian rencontre aussi l'écrivain Anatole France et, le 9 mars 1897, il donne une conférence intitulée L'Arménie, son histoire, sa littérature, son rôle en Orient à la Société de géographie,,, où de nombreuses personnalités sont présentes, dont Jean Jaurès. Tchobanian est introduit par Anatole France, qui loue l'« étendue et la vivacité de son esprit » et rappelle à l'assistance qu'il s'est « donné la tâche de répandre les idées françaises parmi ses compatriotes » mais aussi de révéler à l'opinion publique occidentale les massacres hamidiens, parlant de lui comme faisant partie des hommes ayant « mis les chrétiens d'Orient sous la sauvegarde du sentiment public de l'Europe ». Il résume l'œuvre du jeune homme ainsi : « Il aime la France et la liberté. C’est un enfant fidèle de la famille arménienne. Enfin, il est poète et sait donner une voix aux pensées populaires ».
Plus tard, en 1938, Archag Tchobanian se rappelle ce moment important de sa vie dans une interview :

« — Je tremblais ! Tout le monde me disait qu’Anatole France, dans son horreur de la foule, et de plus, d’une distraction légendaire, ne viendrait pas. Une salle comble… C’était mon premier contact avec Paris, et, pour la première fois, je comprenais l’intensité du sentiment humain de la ville. Je voyais, l’un près de l’autre, des ennemis politiques mortels, Maurras côte à côte avec le grand Jaurès, Anatole Leroy-Beaulieu et Millerand, Descaves et Cipriani, Séverine, Rachilde, Vallette… Tous étaient là, sauf le Président qui n’arrivait pas ! Enfin, après de longues minutes d’anxiété, un homme apparut à la porte de la salle. Avec timidité il prit place à la tribune : c’était Anatole France.

— Messieurs, le sang des martyrs n’aura pas crié en vain…

Après la séance, je me souviens que le Maître me remercia avec chaleur de l’avoir, en quelque sorte, forcé à se mettre en contact direct avec la foule. »

À cette époque, il rencontre vraisemblablement la journaliste Séverine, lui parle de l'« Arménie artiste », et joue un rôle non négligeable dans son éveil à la cause arménienne,.
Parallèlement, il collabore en 1897 avec des journaux arméniens comme Mourdj (Tiflis), Artzakank (Tiflis), Gotchnak (New York), Bahak, Azk ou Nor-Guiank (Londres),.

#### Fin des années 1890 – années 1910

##### Un nouveau départ
Fin 1897, Archag Tchobanian rend visite aux pères mekhitaristes dans leurs monastères de Venise et de Vienne, pour y consulter d'anciens manuscrits arméniens,,.
Au cours de l'année 1898, il continue de donner des conférences, comme le 1er avril à l'Hôtel des sociétés savantes consacrée à Grégoire de Narek sous la présidence de Gabriel Séailles, auprès de l'Union pour l'action morale le même mois ou encore à Nancy à l'invitation de la Société de géographie de l'est fin 1899,. Il donne aussi des conférences à Nantes, Roubaix, Lille, Bar-le-Duc, Épinal et Marseille entre fin 1899 et début 1900. Le 16 juin 1900, il convainc Anatole France de donner une conférence au Théâtre du Vaudeville au profit des orphelins arméniens,,,,, conférence dont le texte est reproduit dans Le Petit Temps le lendemain.
En novembre 1898, il fonde à Paris la revue littéraire Anahit,,,,,,,. La première série des numéros d'Anahit, en activité jusqu'en décembre 1911, publie la production littéraire d'Archag Tchobanian lui-même ainsi que d'écrivains et intellectuels arméniens exilés en Europe comme Daniel Varoujan, Siamanto, Komitas, etc., faisant de la revue un des rares mensuels de la diaspora arménienne car s'adressant aux Arméniens partout dans le monde, ainsi qu'à ceux de l'Empire ottoman où elle est diffusée clandestinement. Il publie aussi de la poésie arménienne ancienne qu'il est allé chercher dans des manuscrits afin de faire connaître le versant profane de la littérature arménienne.
En septembre 1900, Archag Tchobanian prend part au Congrès international des traditions populaires, lors duquel il lit sa traduction du conte David et Mher (David de Sassoun),, publiée ensuite dans La Revue. Il publie aussi une étude sur Grégoire de Narek dans le Mercure de France,. En 1902, il publie Poèmes arméniens anciens et modernes, ouvrage qui comporte en avant-propos une conférence de Gabriel Mourey donnée en mai 1902 lors d'une soirée consacrée à l'art arménien.
La même année, pour le centenaire de la naissance de Victor Hugo, Tchobanian dénonce la nomination par l'Académie française de Gabriel Hanotaux comme représentant lors des festivités. En effet, ministre des Affaires étrangères durant les massacres hamidiens, Tchobanian l'accuse d'avoir laissé les mains libres au sultan Abdülhamid II pour massacrer les Arméniens et donc de ne pas être digne de la mémoire de Victor Hugo,. Tchobanian et le peintre Edgar Chahine représentent les Arméniens lors des festivités, et ce premier prononce un discours,.
Désigné délégué par la faction réformée du parti Hentchak (ou Verazkamial Hentchak), il participe à ce titre au congrès général des libéraux ottomans organisé à Paris début 1902 avec Avetis Aharonian, Garabed Basmadjian ou encore Minas Tchéraz.
Archag Tchobanian entretient des relations avec le monde littéraire parisien, se rendant par exemple au seizième banquet de la revue littéraire La Plume le 6 juin 1903 lors duquel Octave Mirbeau est assis à la table d'honneur ; il prononce un toast dédié à ce dernier. Il cultive aussi des relations avec le Royaume-Uni, participant par exemple au banquet du 29 juin 1904 de l'association anglo-arménienne, présidée par Francis Seymour Stevenson, ou encore à une conférence internationale organisée par l'International Eastern question association le 23 février 1906.
Il reçoit à cette époque, en 1904, le prix Langlois décerné par l'Académie française pour ses Chants populaires arméniens,,, publiés l'année précédente,. Deux ans plus tard paraît l'ouvrage Les trouvères arméniens, traduction en français de poèmes de dix-huit poètes arméniens allant du XIIIe au XIXe siècle,,,,.
En juillet 1906, à la suite de la publication de la nouvelle La Grande muraille de l'écrivain Claude Farrère, Archag Tchobanian en dénonce le caractère arménophobe,. La polémique se poursuit durant l'été avec la publication de la réponse des deux hommes l'un à l'autre, le 15 juillet puis le 1er août,.
Dans la deuxième moitié des années 1900, il correspond régulièrement avec le poète Daniel Varoujan, qui participe à Anahit (1906-1909) et qui lui fait part de sa fascination pour les poètes de l'Antiquité grecque. Il échange aussi avec l'auteur provençal Frédéric Mistral, qui lui fait part de ses impressions sur les livres que Tchobanian lui envoie.
En 1906, Archag Tchobanian fait venir le compositeur Komitas à Paris, qu'il avait déjà rencontré lors d'un bref séjour parisien de ce dernier en 1901. Le 1er décembre, il prononce un discours en introduction d'un concert de musique arménienne dirigé par Komitas, et organisé par l'Union arménienne de Paris,. Tchobanian rencontre cette année-là l'écrivain Romain Rolland et lui fait découvrir la musique arménienne. Intéressé par la musicologie, Tchobanian écrit des articles dans Le Mercure musical en 1906-1907. En juin 1907, il accompagne Komitas en Suisse, à Lausanne et Genève, où ce dernier donne plusieurs concerts au cours desquels Tchobanian donne des conférences consacrées à la poésie et à la musique populaires arméniennes.

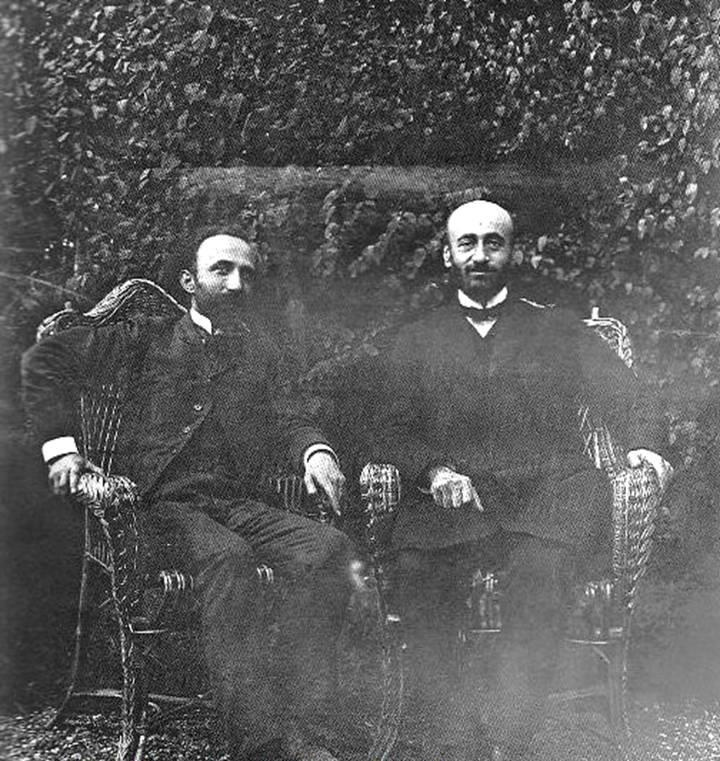
Archag Tchobanian et Komitas en 1907.
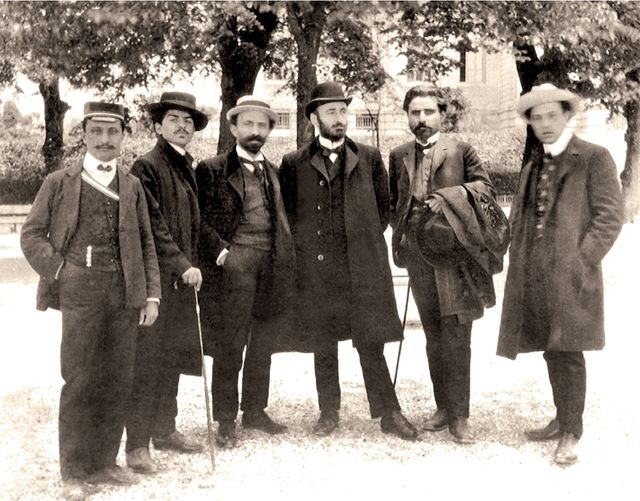
Daniel Varoujan, Roupen Sévag, Archag Tchobanian, Komitas, Gaspar Ipeguian et Vahram Papazian à Lausanne le 2 juillet 1907.

##### Face aux promesses des Jeunes-Turcs
Au début du XXe siècle, Archag Tchobanian fait part de sa méfiance vis-à-vis du mouvement des Jeunes-Turcs, qui habitent pour certains, notamment leur penseur Ahmed Rıza, à Paris. Dans un article, il explique : « les Jeunes Turcs n'ont cessé d'inviter les Arméniens à s'unir avec eux pour travailler à la réorganisation générale de la Turquie, mais ils n'ont jamais voulu admettre la légitimité des réclamations spéciales des Arméniens » ; plus loin, il dénonce : « Certains Jeunes Turcs ont commis la faute impardonnable de s'efforcer à étouffer la plainte de l'Arménie agonisante en proclamant aux Arménophiles européens qu'il n'y a pas de « question arménienne » ». Il ne rejette toutefois pas en bloc le mouvement, saluant par exemple les positions libérales d'Ismail Qemali et exhortant le reste des Jeunes-Turcs à adopter les positions de ce dernier. Cependant, Qemali reste minoritaire, et Tchobanian décide de ne pas assister au congrès du mouvement organisé dans la capitale française les 27-29 décembre 1907, lors duquel d'autres organisations comme la Fédération révolutionnaire arménienne passent un accord avec les Jeunes-Turcs. Ces derniers décident en effet d'écouter les revendications arméniennes pour éviter à tout prix une intervention européenne dans l'Empire ottoman qui pourrait provoquer son démembrement, sans toutefois garantir une solution et des réformes qui amélioreraient véritablement le sort des Arméniens ottomans. En juillet 1908, grâce à une révolution, les Jeunes-Turcs forcent le sultan Abdülhamid II à capituler et à restaurer la Constitution ottomane : le régime passe d'une monarchie absolue à une monarchie constitutionnelle, et des élections législatives sont organisées.
L'écrivain et avocat Krikor Zohrab, que Tchobanian a connu avant son départ pour la France, est élu député dans le nouveau parlement ottoman. Zohrab lui adresse des lettres dans lesquelles il l'incite à rentrer à Constantinople : Tchobanian se rend alors dans la capitale ottomane incognito afin d'éviter un accueil trop visible. Il loge pendant un mois dans le quartier de Beşiktaş, celui de son enfance, et est témoin de l'atmosphère électrique qui y règne. En compagnie du poète Siamanto, il assiste dans les rues au passage d'un cortège demandant la mort des minorités chrétiennes de l'empire.
Durant ce bref séjour dans sa ville natale, il compose une Ode à la langue arménienne,, qu'il écrit en réaction à la tendance répandue alors de faire réciter des poèmes en turc aux enfants arméniens. Il donne des conférences littéraires dans les quartiers stambouliotes de Kumkapı et d'Üsküdar,. Il semble aussi que c'est à ce moment-là qu'il adhère au nouveau parti Ramgavar (1908),.

##### En Arménie russe

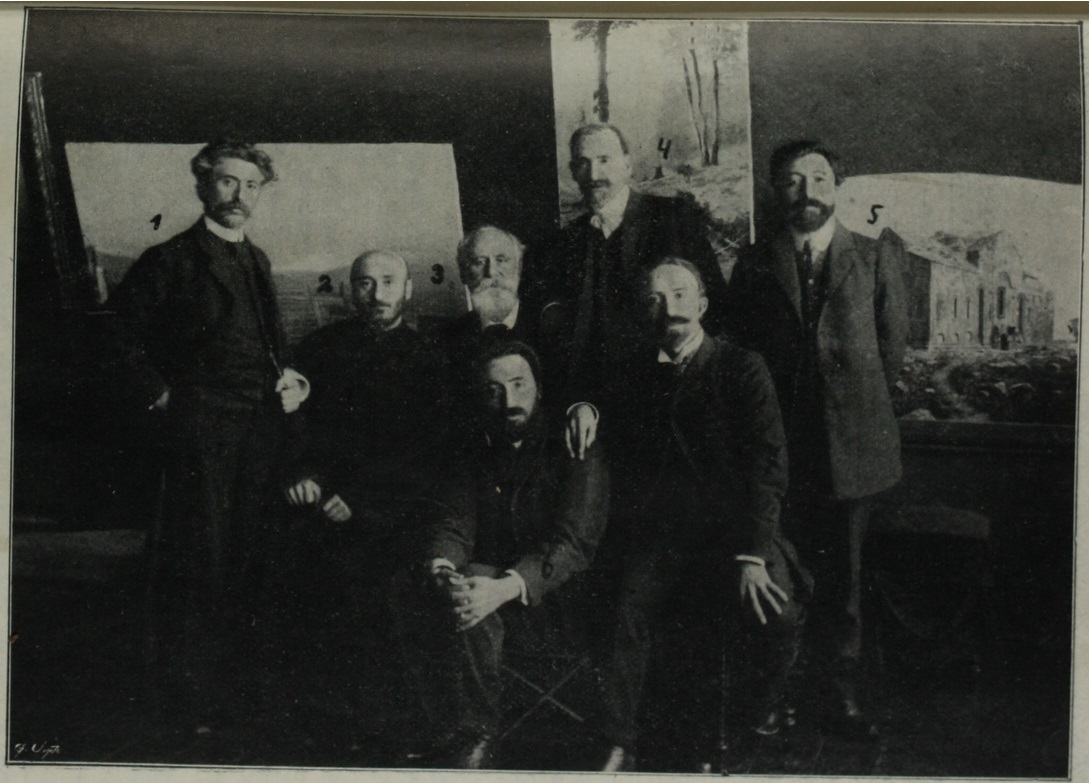
Archag Tchobanian (7) en compagnie d'autres intellectuels arméniens à Tiflis en 1908 : Gevork Bashindzhagian (1), Komitas (2), Ghazaros Aghayan (3), Hovhannès Toumanian (4), Avetik Issahakian (5) et Vrtanes Papazian (6).

Après la mort de Mkrtich Khrimian en octobre 1907, l'élection d'un nouveau catholicos est organisée un an plus tard à Etchmiadzin, siège de l'Église apostolique arménienne, en Arménie russe. Archag Tchobanian s'y rend alors, mandaté par les Arméniens des villes ottomanes de Şebinkarahisar et de Muş, et en profite pour étudier des manuscrits anciens,. Il se rend ensuite à Tiflis et à Bakou, où vivent à l'époque de nombreux Arméniens, et y donne des conférences,,.

##### Retour à Paris

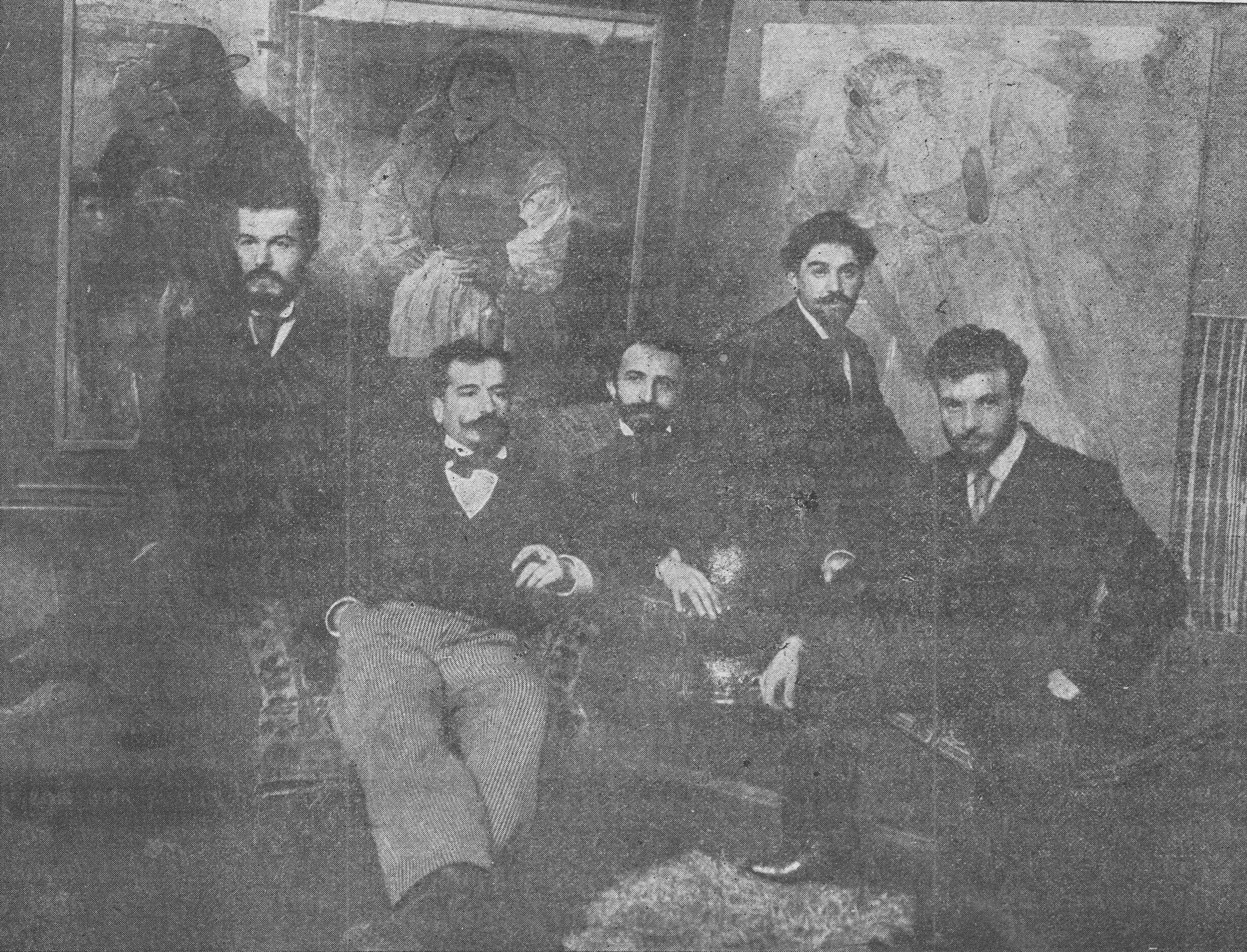
Archag Tchobanian en compagnie d'intellectuels arméniens (dont Lévon Pachalian) dans l'atelier d'Edgar Chahine en 1912.

Après son séjour dans les empires ottoman puis russe, Archag Tchobanian rentre à Paris. À cette époque, la plupart des arménophiles français estiment que les Jeunes-Turcs règleront la question arménienne en mettant en œuvre les réformes tant attendues dans les provinces orientales de l'empire.
En 1908, il publie un recueil de ses poèmes écrits entre 1889 et 1907, ainsi que le même recueil traduit en français au Mercure de France et préfacé par Pierre Quillard,,. Il envoie son ouvrage à certaines rédactions, comme la revue La Société Nouvelle, qui en fait un compte-rendu. À la lecture de sa poésie, le poète belge Émile Verhaeren lui adresse une lettre dans laquelle il le « remercie de [l']avoir exalté ».
Les massacres d'Adana, en avril 1909, qui font entre 20 000 et 30 000 victimes arméniennes, le bouleversent au point d'altérer sa santé. Ainsi, au début des années 1910, lesdits problèmes de santé, conjugués à du surmenage, le forcent à ralentir sa production littéraire (la revue Anahit est mise en pause en décembre 1911), mais il en profite pour éditer et publier d'anciens écrits. Il collabore aussi à la revue arménienne de Constantinople Puzantion.
En février 1912, Pierre Quillard meurt prématurément. Une cérémonie en sa mémoire est organisée par la Ligue des droits de l'homme le 16 février 1912 sous la présidence d'Anatole France, durant laquelle Archag Tchobanian rend hommage à l'un de ses plus anciens amis,.
En 1912, une fête de la civilisation arménienne est organisée à la Sorbonne, où Tchobanian prononce un discours, à l'instar des représentants des partis politiques arméniens et de l'archevêque Vramchabouh Kibarian d'Artchouguentz.
En 1913, Tchobanian fait paraître La Vie et le rêve, recueil de ses poèmes traduits en français, préfacé par Émile Verhaeren,,.

##### Durant les guerres balkaniques puis la Grande Guerre (1912-1918)
Lors de la première guerre balkanique, déclenchée en octobre 1912, le catholicos Georges V Soureniants signe un kontak (bulle diplomatique) fondant la Délégation nationale arménienne. Créée pour représenter les intérêts des Arméniens ottomans, elle est envoyée à Paris pour plaider la cause arménienne auprès des six puissances signataires du traité de Berlin de 1878, dans la lignée de la délégation arménienne au congrès de Berlin menée par l'archevêque Mkrtich Khrimian. Georges V nomme à la tête de la délégation l'homme d'affaires et diplomate Boghos Nubar Pacha,. Archag Tchobanian est nommé secrétaire du comité de propagande de la délégation,,,,.

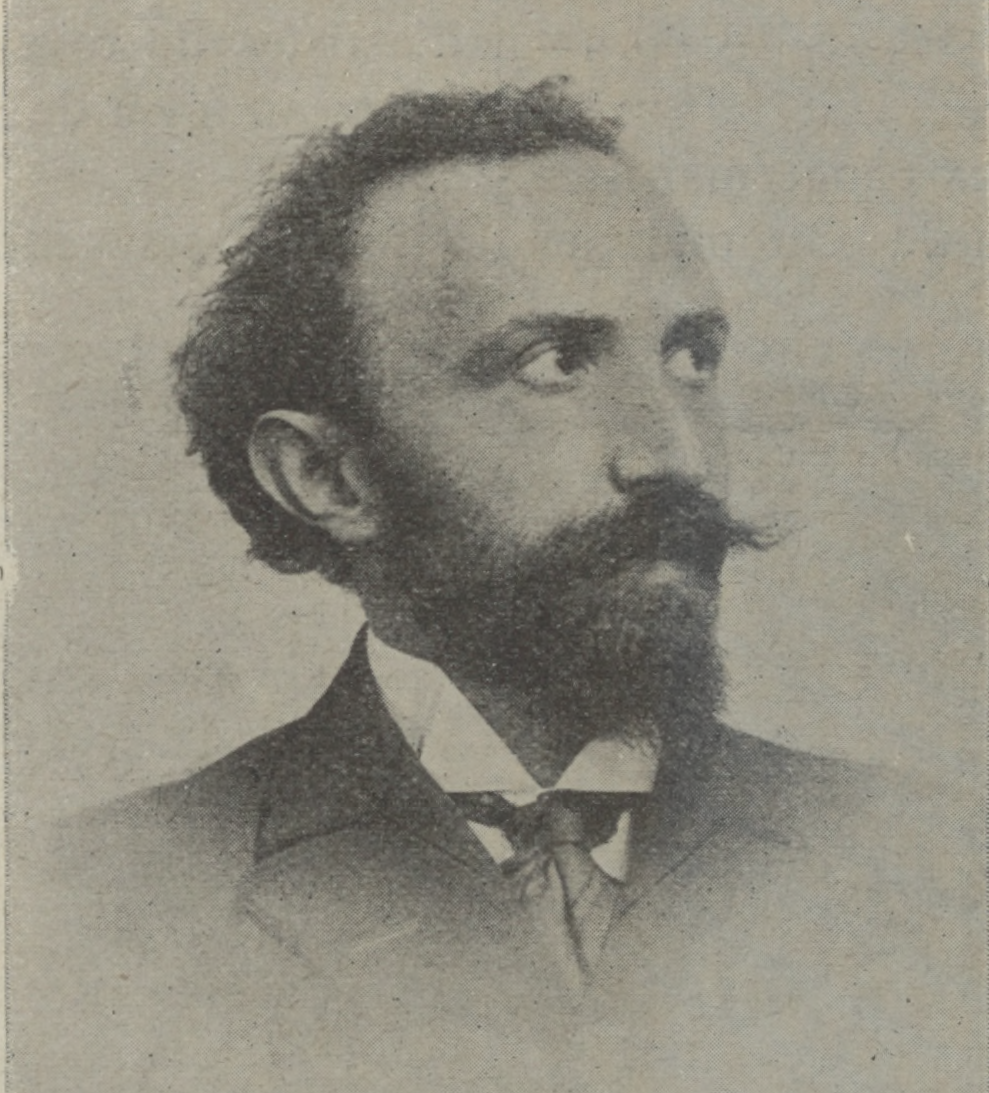
Archag Tchobanian dans Le Mois littéraire et pittoresque (1916).

Le 12 juin 1913, Archag Tchobanian donne une conférence : organisée par ledit comité de propagande, intitulée Le peuple arménien : son passé, sa culture, son avenir et présidée par Denys Cochin,, elle est l'occasion pour Tchobanian de rappeler son attachement à la cause arménienne. Dans son discours, il explique : « [les Arméniens] demandent qu'une autonomie administrative, un régime d'ordre et de légalité soit sérieusement établi, sous le contrôle direct et effectif des grandes puissances, dans ces provinces où leur race habite, travaille et produit depuis des milliers d'années »,. En demandant un « gouverneur général ou un haut-commissaire, qui, ayant les pleins pouvoirs, […] applique les réformes, un Européen partial et compétent », il s'inscrit bien dans les revendications portées par la délégation nationale alors partie prenante dans les négociations pour le projet de réformes en Arménie ottomane de 1912-1914. En janvier 1914, Krikor Zohrab informe Archag Tchobanian dans une lettre que le plan de réformes est sur le point d'être signé et lui fait part de son soulagement et de son optimisme. Le plan est effectivement signé le 8 février 1914 par le gouvernement ottoman, mais il est abrogé le 16 décembre 1914, quelques mois après l'entrée de l'Empire ottoman dans la Première Guerre mondiale, sans jamais avoir été mis en place.
Le même Krikor Zohrab souhaitait fêter les 25 ans de la carrière littéraire de Tchobanian à Constantinople à l'automne 1914, mais le déclenchement de la guerre l'en empêche,,.
À cette période, Archag Tchobanian termine et prépare pour l'envoi à l'imprimerie le premier tome de sa Roseraie d'Arménie, anthologie traduite en français de textes arméniens anciens (en particulier d'Arakel de Siounik) qu'il conçoit comme un « monument » qu'il désire « élever au génie esthétique de la race [arménienne] ». Mais le déclenchement de la Grande Guerre interrompt ce projet, : « Les préoccupations que la guerre et les évènements d'Arménie faisaient dominer en moi et les devoirs pressants qu'ils m'imposaient, m'ont rendu incapable d'en achever la mise au point et l'impression. Voici quatre ans que les épreuves des deux volumes de cet ouvrage demeurent sur ma table, non touchées », écrit-il dans l'avant-propos lorsque paraît enfin cet ouvrage en 1918.
Le 24 mai 1915, un mois après la rafle des intellectuels arméniens du 24 avril 1915 à Constantinople qui marque le début du génocide arménien, les gouvernements français, britannique et russe envoient une note commune au gouvernement ottoman condamnant les massacres d'Arméniens : « En présence de ces nouveaux crimes de la Turquie contre l'humanité et la civilisation, les gouvernements alliés font savoir publiquement à la Sublime Porte qu'ils tiendront personnellement responsables desdits crimes tous les membres du gouvernement ottoman ainsi que ceux de ses agents qui se trouveraient impliqués dans de pareils massacres ». Le lendemain, Archag Tchobanian adresse une lettre de remerciement au ministre des Affaires étrangères, Théophile Delcassé, au nom du Comité arménien de Paris,. Les archives du ministère des Affaires étrangères comportent de nombreuses lettres de Tchobanian, envoyées durant toute la durée de la guerre, notamment dans le but de fournir des informations au gouvernement français sur les massacres ou d'exposer les revendications arméniennes.
Le 25 mai 1915, Tchobanian donne une conférence intitulée L'Arménie sous le joug turc présidée par Paul Doumer,,.
En février 1916, il se met en rapport avec l'historien Jacques de Morgan par le biais du byzantiniste Gustave Schlumberger. Tchobanian et Schlumberger lui demandent de rédiger un ouvrage sur l'histoire des Arméniens, ce qu'il accepte. Ce travail, qui dure deux ans et demi entre mars 1916 et septembre 1918, est en grande partie le fruit de sa collaboration avec Tchobanian, qui lui fournit des documents, relit ses chapitres, et le met en relation avec l'ordre mekhitariste. Cette relation n'est qu'épistolaire jusqu'à leurs rencontres à partir de juillet 1917. Ils se lient d'amitié et Jacques de Morgan lui demande de préfacer un roman historique prenant pour cadre le génocide arménien intitulé Léon Minassian (inédit). En janvier 1919, l'Histoire du peuple arménien paraît finalement,.
Le 9 avril 1916, un « hommage à l'Arménie » est organisé par la Société franco-étrangère dans le grand amphithéâtre de la Sorbonne, ; il réunit 3 000 personnes, dont Archag Tchobanian, des officiels mais aussi des écrivains comme Anna de Noailles ou Edmond Rostand. Paul Deschanel, Paul Painlevé, l'abbé Émile Wetterlé et Anatole France prononcent chacun un discours,. Tchobanian ne prend pas la parole ce jour-là, mais joue un rôle non négligeable dans l'organisation de cet évènement, notamment de la partie artistique qui se déroule le matin.
Peu de temps après, le 18 juin 1916, les Arméniens de Paris organisent une matinée culturelle salle Gaveau,, durant laquelle Archag Tchobanian s'exprime devant une assemblée « à laquelle le Président de la République et les ministres s'étaient faits représenter », ainsi que des membres de la Société des gens de lettres comme Han Ryner. Sa conférence, intitulée La France et le peuple arménien, est publiée l'année suivante,,. Tchobanian adhère d'ailleurs à la Société des gens de lettres en 1917 ou en 1918,, grâce au patronage d'Henri de Régnier et de Victor Margueritte.
Henri Guernut, alors secrétaire général de la Ligue des droits de l'homme (LDH) et qui s'intéresse à la question arménienne, demande que le comité central de la LDH reçoive Boghos Nubar Pacha et Archag Tchobanian, rencontre qui a lieu le 31 juillet 1916. En 1916, alors que le génocide est en cours, il a bon espoir que les réfugiés arméniens reviennent dans leurs terres et qu'ils obtiennent une Arménie indépendante.
Peu de temps avant la mort d'Émile Verhaeren, en novembre 1916, il l'avait reçu chez lui, rue La Bruyère, en compagnie d'Edgar Chahine, d'Henry de Groux et d'Émile Pignot. Il lui consacre l'année suivante un article dans la revue arménienne Kegharvest, dans lequel il raconte leur amitié,.
Au milieu des années 1910, la vie culturelle arménienne de la capitale française s'intensifie. Archag Tchobanian écrit alors notamment dans la revue Veradzenount (1917-1921),,,, qui s'intéresse en particulier à la question arménienne à une époque où ont lieu la guerre, le génocide arménien et où naît puis disparaît la Première république d'Arménie,. Il y publie des lettres en français que lui ont envoyé des amis arménophiles, lettres qu'il réunit en 1918 dans un ouvrage intitulé Les Alliés et l'Arménie, préfacé par Denys Cochin et lui-même,,. Il y raconte les espoirs suscités par la brève occupation russe des provinces orientales ottomanes puis l'angoisse provoquée par l'effondrement progressif du front caucasien à la suite de la révolution russe de février 1917, laissant la défense des Arméniens aux Arméniens eux-mêmes,.
Dans sa tradition francophile, Archag Tchobanian publie en 1917 une Offrande poétique à la France,.
Le 17 janvier 1918, lors d'une séance solennelle, organisée par le comité « L'effort de la France et de ses alliés », consacrée à la « protestation des peuples martyrs » présidée par Gaston Doumergue au grand amphithéâtre de la Sorbonne, il s'exprime, à la suite de Chekri Ganem, sur la question du génocide arménien,,. Après avoir rappelé la contribution des Arméniens au prestige et à la puissance de l'Empire ottoman, il conclut :

« Les Turcs ont voulu écraser et détruire cette race : ils n'ont réussi qu'à commettre une lâcheté. Ce vieux peuple, qui a vu passer sur son sol, comme des cyclones, jadis, bien avant Abdul Hamid, les Alparslan et les Tamerlan, qui a vu s'écrouler autour de lui de formidables empires n'ayant pour fondement que la force brutale, a survécu à tous les désastres ; car sa vie nationale est basée sur un idéal de travail, de beauté et de liberté, et qu'après chaque désastre, dans chaque Arménien survivant, se trouve concentrée toute une Arménie prête à renaître. »

Il termine en demandant réparations et l'aide de la France pour les obtenir.
Archag Tchobanian donne en 1918 des conférences en province : le 25 février à Berck, le 11 mai à Marseille à l'invitation de la société de géographie de la ville, le 28 mai à Aix-en-Provence, le 3 juin à Bordeaux, à Rochefort le 4 juillet.
Durant cette période, il entretient une correspondance avec d'autres écrivains, notamment avec Zabel Essayan, qui s'est réfugiée dans le Caucase après avoir échappé à la rafle des intellectuels arméniens. S'étant donnée pour mission de collecter des témoignages de rescapés du génocide, elle lui confie, dans une lettre de décembre 1917, la difficulté psychologique de sa tâche,. Il correspond aussi avec l'écrivain Yervant Odian, qui lui confirme avoir survécu au génocide dans une lettre datée de janvier 1919 : « Je suis vivant, après une effroyable, une inimaginable odyssée de trois ans et demi. J'ai été déporté jusqu’à Der ez-Zor, plus au sud, dans le désert de Mésopotamie, à Al Busseira, entre l'Euphrate et le fleuve Khabour […]. Je ne sais pas si je vais pouvoir écrire tel quel tout ce que j'ai vu, mais je vais essayer », lui raconte-t-il,.

##### Immédiat après-guerre (1918-1919)

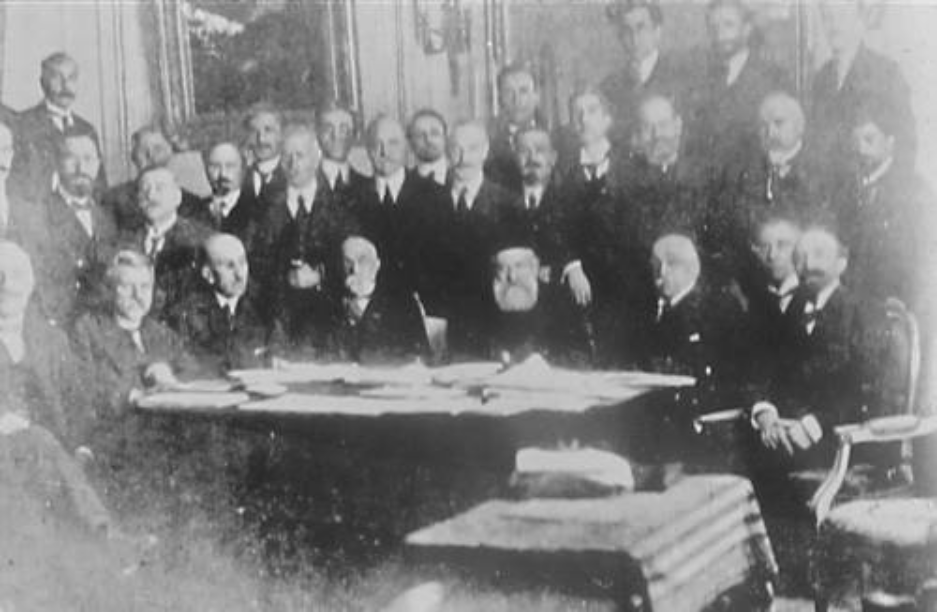
Archag Tchobanian aux côtés d'autres personnalités arméniennes (Boghos Nubar Pacha, Yéghiché Tourian, Gabriel Noradounghian…) lors du Congrès national arménien.

Peu de temps avant la fin de la guerre, le 20 octobre 1918, Archag Tchobanian envoie une lettre de félicitations à Georges Clemenceau, alors président du conseil, pour célébrer la victoire prochaine de l'Entente. Mais l'armistice de Moudros, qui met fin à la guerre en Orient, ne le convainc pas quant à son traitement de la question arménienne, ni la Conférence de la paix de Paris qui s'ouvre début janvier 1919. Dans un article publié dans L'Information le 8 novembre 1918, il fait part de sa déception et de son impatience : « […] pas un mot n'est encore venu préciser quelle forme l'Entente compte donner à la libération promise au peuple d'Arménie. Jusqu'à l'heure présente, l'Arménie semble être traitée par les gouvernements alliés plutôt comme une martyre qu'il faut délivrer que comme une nation pleine de vie et de force, enchaînée, torturée, mais toujours vivante […] et à laquelle il faut rendre sa place parmi les nations libres », écrit-il,. Le 24 novembre 1918, il fournit à Anatole France un certain nombre d'articles pour l'aider à rédiger la lettre ouverte en faveur des Arméniens qu'il entend envoyer au président américain Woodrow Wilson qui se rend à Paris. Cette lettre n'est jamais publiée, mais dans un article sur la Grèce publié en février 1919, Anatole France associe le sort des Grecs à celui des Arméniens,.
Le 30 décembre 1918, Archag Tchobanian prononce une conférence intitulée L'Œuvre américaine en Arménie,,. Sous la présidence du général Gabriel Malleterre, il rend notamment hommage au journaliste américain Herbert Adams Gibbons, qui prend d'ailleurs la parole après lui, et évoque le cas des missionnaires américains qui ont œuvré dans l'Empire ottoman en faveur des Arméniens et qui ont été témoins du génocide.
Le 26 janvier 1919, une réunion est organisée dans la cathédrale Saint-Jean-Baptiste de Paris sous la présidence de Tchobanian, lors de laquelle les Arméniens présents prennent une résolution destinée aux diplomates réunis pour la conférence de la paix ainsi qu'à la presse :

« Nous, Arméniens de Paris, profondément affligés de voir que la qualité de nation co-belligérante n'a pas encore été reconnue à notre peuple et l'indépendance de notre patrie n'a pas été proclamée par les Gouvernements alliés et les représentants de notre nation n'ont pas été admis à la Conférence de la paix, unissons notre voix à celle de nos compatriotes du monde entier, nous protestons contre cette injustice. Le peuple arménien […] a embrassé dès la première heure la cause des Alliés et a pris part à la lutte à leurs côtés jusqu'à la fin sur les fronts de France, du Caucase et de Syrie […] ; il a attiré sur lui, à cause de cette attitude, nettement et audacieusement pro-alliée, un désastre formidable, et de tous les peuples qui ont pris part à cette guerre il est celui dont le sacrifice fut le plus grand. […] »

En février 1919, la délégation nationale arménienne et la délégation envoyée par la première république d'Arménie se réunissent en une Délégation de l'Arménie intégrale, bien qu'elles restent autonomes en son sein. Le Conseil des Dix consent à écouter la Délégation, qui lui expose un Mémorandum sur la question arménienne le 26 février 1919,,. Cependant, les Arméniens n'obtiennent pas de siège à la table des négociations. Pour protester contre cette situation injuste, l'Union intellectuelle arménienne de Paris organise deux jours plus tard, sous la présidence d'Antoine Meillet, une manifestation nommée « Pour la libération de l'Arménie »,,,. Lors de cette réunion, Tchobanian prend la parole,. Il résume ainsi les revendications des deux délégations : « La reconnaissance par les Alliés de son indépendance nationale dans toute l'étendue de ses territoires ancestraux et une assistance amicale, pour la période préliminaire, à cet État renaissant ».
Parallèlement, le 16 février 1919, les Arméniens de Paris organisent un banquet pour célébrer l'amitié arméno-grecque et rendre hommage à Elefthérios Venizélos. Tchobanian, Venizélos et Boghos Nubar Pacha y prennent la parole et leurs discours sont publiés dans un ouvrage la même année.
Entre le 24 février et le 22 avril 1919 se réunit à Paris le Congrès national arménien (composé de 38 délégués, parmi eux des intellectuels, écrivains, ecclésiastiques, hommes politiques,,) qui élit le 2 avril 1919 une nouvelle Délégation nationale arménienne elle aussi présidée par Boghos Nubar Pacha, qui en représente la tendance « neutre » avec Abraham Ter Hagopian ; elle est aussi composée de deux ramgavars, Archag Tchobanian et Vahan Tékéyan, ainsi que des deux dachnaks (FRA), Armen Garo et Hagop Nevrouz,,. Le Congrès charge la délégation de faire son possible pour la fondation d'une « Arménie unifiée ». Tchobanian est nommé président du comité de propagande,.
La délégation nationale arménienne et la délégation de la République arménienne organisent ensemble un banquet franco-arménien le 17 juillet 1919 pour fêter la victoire des Alliés lors de la guerre, auquel sont présents de nombreuses personnalités,. Devant cette assemblée, Archag Tchobanian, Boghos Nubar Pacha et Avetis Aharonian prononcent chacun un discours.
En 1919, Archag Tchobanian fait partie du comité qui fait transférer Komitas de Constantinople à Paris pour le soigner, puis qui obtient le rapatriement de sa dépouille en Arménie à sa mort en 1935. Il prend d'ailleurs la présidence d'un Comité des amis du père Komitas, qui publie les œuvres du compositeur.
Le 12 novembre 1919, Archag Tchobanian présente un exposé sur l'Arménie lors d'une séance de la Société de sociologie de Paris, exposé après lequel il est interrogé par son président, Alexandre Ribot,. L'année suivante, en 1920, il devient membre de cette société.

#### Années 1920

##### Une activité foisonnante

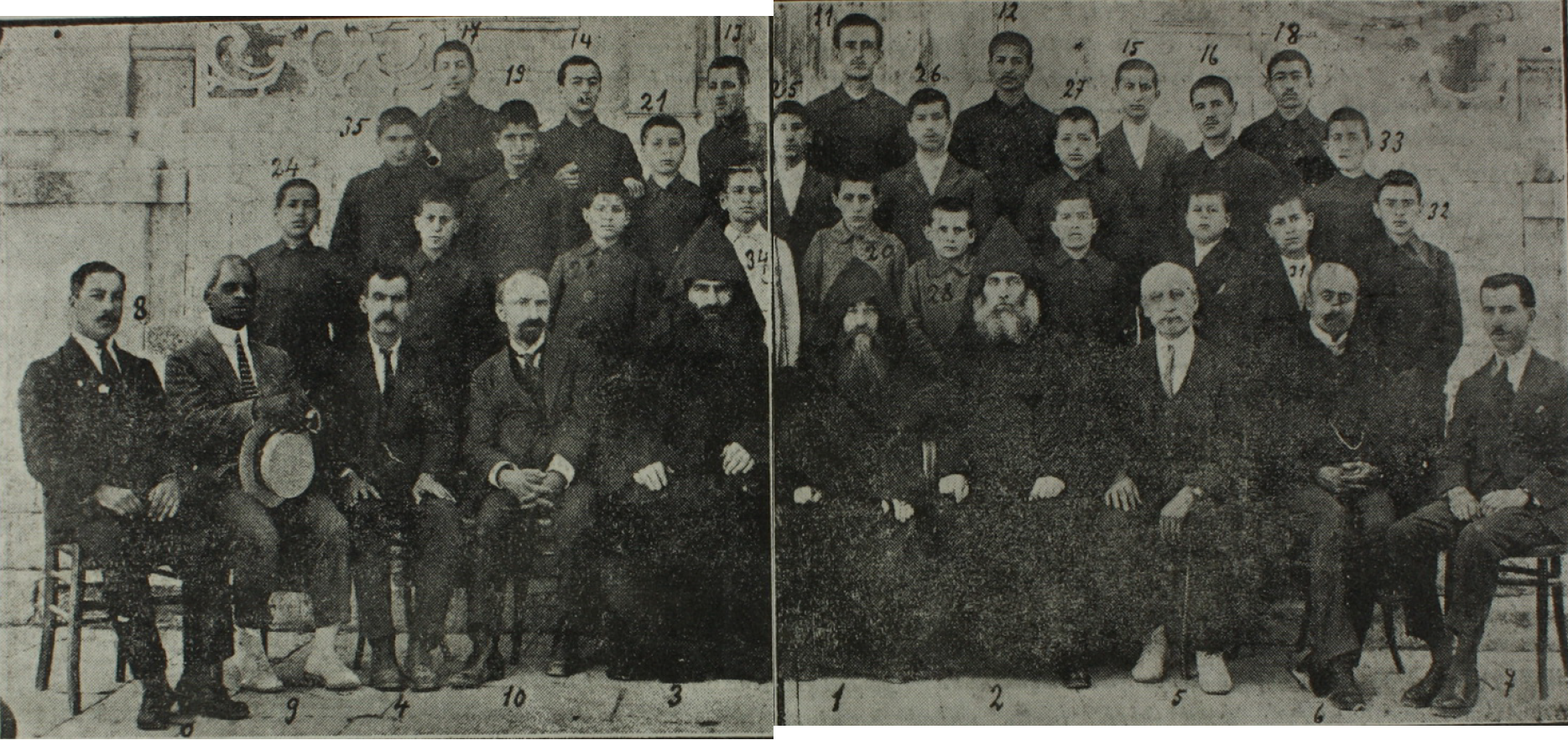
Archag Tchobanian (10) en visite au séminaire théologique arménien de Jérusalem en 1921.

Au début de l'année 1920, il joue un rôle important dans la fusion des factions réformée et démocrate du parti Hentchak, devenant le parti libéral démocrate arménien (ou Ramgavar).
Au printemps 1920, un nouveau congrès national arménien est réuni, au cours duquel Archag Tchobanian est maintenu à son poste de président du comité de propagande, auquel est ajouté un rôle de conseiller,,.
À l'autonome 1920, Archag Tchobanian est envoyé par la délégation nationale arménienne à Beyrouth (Liban) auprès du haut-commissaire de France au Levant Henri Gouraud,. Il se rend ensuite dans les autres territoires français du Levant, en Syrie, puis en Cilicie (où il séjourne quatre mois), où de nombreux réfugiés arméniens fuyant le génocide se sont installés. Il y organise des soirées culturelles, notamment à Adana ou Alexandrette,.
Sur le conseil du catholicos de Cilicie, Sahag II Khapaian, il se rend ensuite à Jérusalem pour prêter main-forte dans le processus d'élection du patriarche arménien de la ville, qui aboutit à la prise de poste de Yéghiché Tourian,. Il profite de son séjour pour étudier des manuscrits anciens au monastère Saint-Jacques de Jérusalem et y donner une conférence en français sur la poésie mystique arménienne,, en présence du gouverneur anglais, du représentant du haut commissaire, des consuls français, américain et grec, du supérieur de l'ordre des Dominicains et des représentants de l'organisation sioniste. Dans une lettre de mai 1921 adressée à un correspondant inconnu, il fait part de son incompréhension face au non respect du traité de Sèvres et de la crainte généralisée parmi les Arméniens de Cilicie de la reconquête de ce territoire par Mustafa Kemal. Cette crainte se confirme : à l'issue de la guerre franco-turque en octobre 1921, ces territoires sont cédés à la Turquie avec la signature du traité d'Ankara, provoquant un nouvel exil des Arméniens.
Archag Tchobanian rentre à Paris à l'automne 1921, où il reprend son poste de conseiller de la délégation nationale. En 1921, Gabriel Noradounghian, qui a succédé à Boghos Nubar Pacha à la tête de la délégation, lui confie lui aussi sa confiance. Dans son autobiographie, Gustave Schlumberger raconte la visite que lui a faite Tchobanian à son retour : « Longue et triste visite du grand patriote et poète arménien Archag Tchobanian […]. [Il] pleure à la foi l'atroce bolchévisation actuelle de la Grande Arménie par les Soviets russes et l'abandon de la Cilicie ou Petite Arménie par les troupes françaises »,.
En octobre 1921, Archag Tchobanian est élu à la quasi unanimité au conseil d'administration central de l'Union générale arménienne de bienfaisance (UGAB). Seul Krikor Agathon, membre fondateur de l'UGAB, refuse de lui accorder sa confiance car, dans un contexte budgétaire difficile pour l'organisation qui est alors presque entièrement tournée vers la prise en charge humanitaire des survivants du génocide, il estime que « Monsieur Tchobanian a trop bon cœur et [qu']il ferait gaspiller les fonds de l'Union ».
Le 15 mars 1922, il est présent au mariage du général arménien Andranik Ozanian, avec d'autres personnalités (Aram Andonian, Boghos Nubar Pacha, Krikor Sinapian, ou les archevêques Krikor Balakian et Vramchabouh Kibarian d'Artchouguentz).
Plus tard dans l'année, Archag Tchobanian expose les doléances de l'Arménie dans La Revue de Genève,, critiquant notamment les traités de paix. Durant la conférence de Lausanne, qui démarre en novembre 1922 et qui a pour objectif de réviser le traité de Sèvres, il convainc Antoine Meillet de rédiger une tribune en faveur des Arméniens. Cette tribune collective est adressée aux diplomates présents à la conférence et publiée dans le Journal des débats. La même année, il est, avec Léon Gumuchguerdan, président d'une Association arménienne pour la SDN, mais il est difficile de savoir quel rôle a eu cette association.
Investi au sein du parti Ramgavar, Archag Tchobanian écrit notamment dans l'organe du parti, Abaka (arménien : Ապագայ, littéralement « Avenir »), qu'il dirige aussi un temps. Sa tendance politique adhère alors à l'Arménie soviétique, à l'instar du parti Hentchak mais au contraire de la Fédération révolutionnaire arménienne. Selon lui, ce petit bout de territoire arménien apparaît comme une planche de salut. Sur le plan littéraire toutefois, cela ne l'empêche pas de se méfier des œuvres « dominées exclusivement par l'idée révolutionnaire », notamment dans un article consacré au poète Yéghiché Tcharents,. Selon lui, Tcharents est un grand poète « malgré la révolution, et non à cause de la révolution ».
En 1923 paraît le deuxième volume de sa Roseraie d'Arménie, anthologie de poésie lyrique allant de Nersès le Gracieux à Djivani. Il se rend cette année-là à Bucarest à l'invitation de l'union culturelle arménienne de la ville et y donne quatre conférences sous la présidence de Nicolae Iorga,. Il est alors fait commandeur de l'ordre de l'Étoile de Roumanie.
En avril 1923, un hommage est organisé en mémoire des victimes du génocide, durant lequel il prononce un discours évoquant les écrivains disparus. Il est reproduit deux ans plus tard dans l'ouvrage La lyre de la Patrie. La même année, Archag Tchobanian fonde avec d'autres écrivains arméniens de l'ancienne génération, une Union des écrivains arméniens de France, qui a pour objectif d'accueillir et aider les écrivains à acquérir des titres de séjour et de travail à leur arrivée en France. Plus généralement, alors que les réfugiés du génocide comment à arriver en nombre en France, il leur vient en aide : « il écrit des lettres, se rend dans les services administratifs afin d'aider, dans leurs démarches, ses compatriotes les plus démunis, mettant fraternellement son savoir et ses relations au service de chacun », note Edmond Khayadjian.
Le 3 janvier 1925, un jubilé salle Gaveau, à Paris, est organisé en l'honneur des 35 ans de son activité politique et littéraire,,,,,. Le comité organisateur est composé d'une trentaine de personnalités arméniennes de la capitale française, notamment Boghos Nubar Pacha, Minas Tchéraz et Vramchabouh Kibarian d'Artchouguentz en tant que présidents d'honneur,. À cette occasion, une notice biographique et bibliographique est éditée l'année précédente. Il est décoré de la Légion d'honneur la même année, et cette décoration est fêtée le 25 septembre 1925.
Archag Tchobanian est nommé président de l'Office des réfugiés arméniens (créé en 1925), qui succède à la Délégation nationale arménienne après la disparition de cette dernière en janvier 1925,. Secondé par Lévon Pachalian, qui est secrétaire général de l'organisation, ce Comité se charge de défendre les intérêts des réfugiés arméniens, s'adressant à de nombreux interlocuteurs, de la SDN aux mairies d'arrondissement parisiennes. Le comité dirigé par Tchobanian se charge plutôt des Arméniens issus de l'Empire ottoman, tandis que la Délégation de la République arménienne s'occupe plutôt des Arméniens issus de l'Empire russe, mais cette gestion n'est pas systématique. À la fin des années 1920, Archag Tchobanian confie les activités de chancellerie de l'Office à un office autonome, dédoublement qu'effectue aussi la Délégation de la République arménienne. Tchobanian dirige l'Office jusqu'en 1945, date à laquelle ce dernier est remplacé par l'Office central des réfugiés arméniens.
En 1926, Archag Tchobanian se rend aux États-Unis, où il donne des conférences en arménien et en français sur la littérature et l'art arméniens dans les universités de New York, de Philadelphie, de Providence, dans le collège de Hartford et à la bibliothèque de Boston,. Il organise la même année le jubilé en l'honneur de Minas Tchéraz.
Lors de la réorganisation du bureau de l'UGAB en 1927, Archag Tchobanian est nommé au sein d'un comité de propagande nouvellement formé avec Lévon Pachalian,. En 1928, il salue l'œuvre éducative du président de l'organisation, Boghos Nubar Pacha, qui a mis en place une « Œuvre des boursiers arméniens » à la Cité internationale universitaire de Paris et qui a annoncé son intention d'y fonder la Maison des étudiants arméniens,. Selon Tchobanian, le cadre cosmopolite de la Cité internationale permettra aux étudiants arméniens de faire connaître l'histoire et la civilisation arméniennes aux Français. Fonder cette maison à Paris au lieu de la fonder en Arménie soviétique n'est pas un problème pour lui : « La "nation" arménienne se trouve aujourd'hui en Arménie et hors de l'Arménie (et la plus grande partie, hélas, se trouve en dehors). Il faut que nous accomplissions notre devoir à l'égard de ces deux parties [de la nation] », écrit-il,. L'UGAB propose d'ailleurs à Tchobanian de donner des cours d'arménien hebdomadaires au sein de cette maison entre la fin des années 1920 et le début des années 1930, et sa rémunération est prise en charge personnellement par Calouste Gulbenkian, qui a remplacé Boghos Nubar à la tête de l'UGAB en 1930. Le 22 mars 1929, une réception est organisée à la Bibliothèque Nubar en l'honneur de l'Union des dames arméniennes ; Tchobanian y prononce un discours, de même que Vahan Malézian, Zabel Djévahirdjian (présidente de l'Union des dames), Anayis et Lévon Pachalian. Le 4 avril 1929, une nouvelle réception est organisée dans la bibliothèque par Gabriel Noradounghian, alors vice-président de l'UGAB, en l'honneur de la Congrégation des pères mékhitaristes de Venise à l'occasion de l'ouverture du collège arménien Samuel Moorat (Sèvres) ; Tchobanian fait là encore partie des personnalités invitées à prononcer un discours, à l'instar de Vahan Malézian, Krikor Sinapian ou Vramchabouh Kibarian. En 1929 et 1930, il fait don d'ouvrages à la bibliothèque, à l'instar de Teotig ou Zabel Essayan. En 1932, Archag Tchobanian siège, avec Vahram Torkomian ou Mélik David-Bey, au sein de la commission scolaire chargée de surveiller la bonne application des directives éducatives de l'UGAB dans les écoles arméniennes qu'elle subventionne.
En 1929, il s'occupe d'une édition savante des œuvres complètes du poète Tovmas Terzian,.
Le 23 novembre 1929, il prononce un discours à l'occasion du dîner fêtant les dix ans de la Société des études arméniennes (qui publie la Revue des études arméniennes). En 1931, il fait partie du comité d'honneur et de patronage en souvenir des rescapés de la résistance des Arméniens du Musa Dagh en 1915, pour lequel est organisée une souscription.
Archag Tchobanian est aussi vice-président d'un Comité de protection des enfants immigrés, présidé par le député Édouard de Warren, qui s'occupe de nombreux orphelins arméniens réfugiés en France. Il s'investit de plus auprès des volontaires arméniens de la Première Guerre mondiale, prenant par exemple la parole lors du déjeuner de l'Association des anciens volontaires arméniens de l'armée française le 10 novembre 1929 qui a suivi la messe annuelle donnée en l'honneur des volontaires tombés au combat ; il est de nouveau présent en février 1931, au banquet annuel de l'association. Le 15 juin 1930, lors du pèlerinage annuel de l'association sur le front de la Somme, à Lihons, il prend la parole pour rappeler le rôle des Arméniens au service de l'Entente.

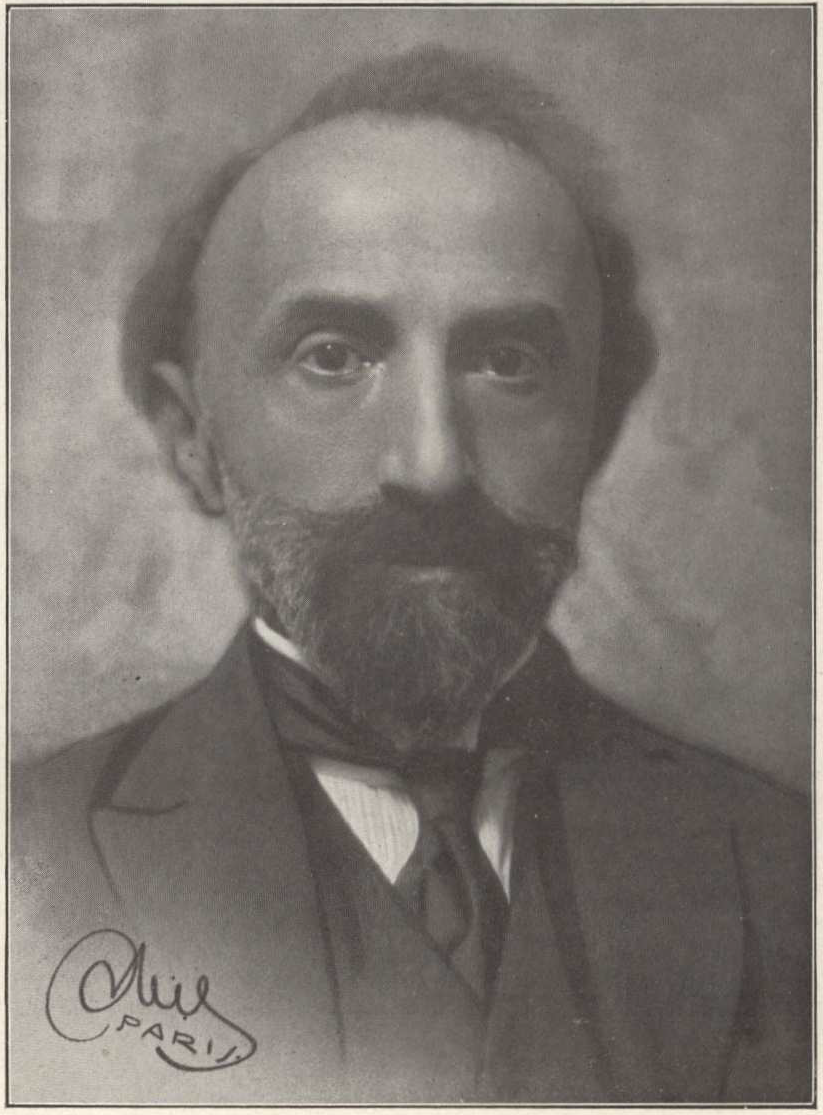
Archag Tchobanian au début des années 1920.
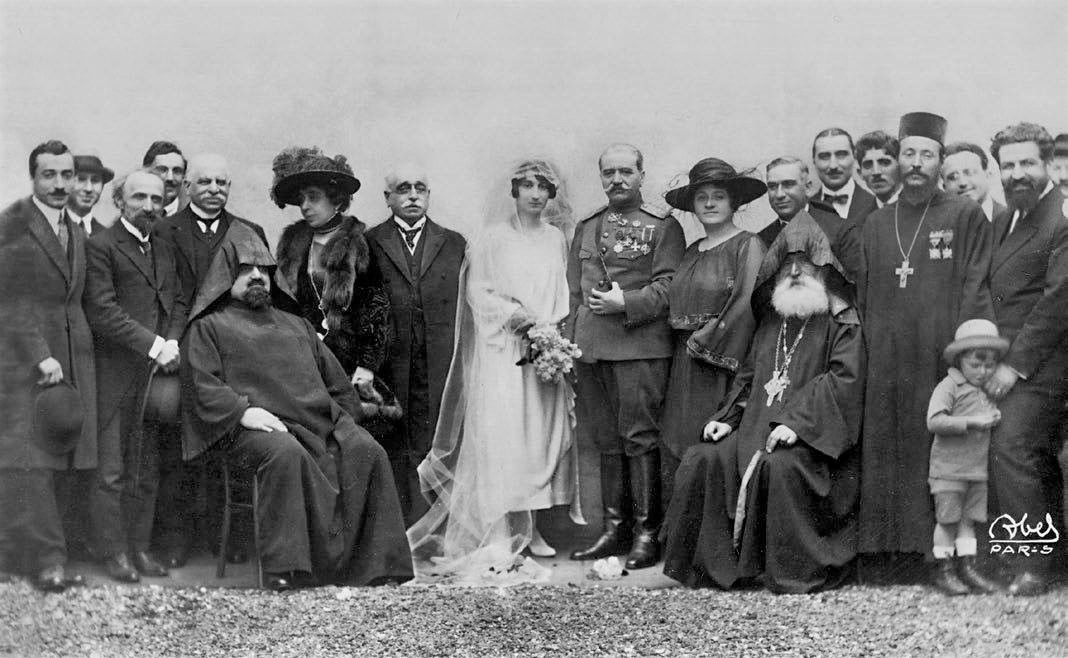
Archag Tchobanian (troisième depuis la gauche) au mariage du général Andranik Ozanian à Paris, en 1922. Dans l'assistance, on trouve aussi Aram Andonian, Boghos Nubar Pacha ou encore les archevêques Krikor Balakian et Vramchabouh Kibarian d'Artchouguentz[306].
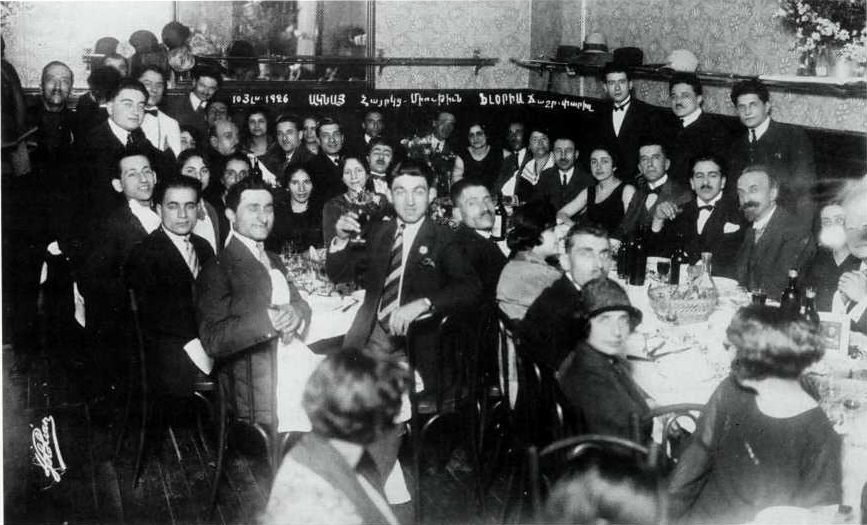
Archag Tchobanian (assis à droite) au banquet de l'Union compatriotique arménienne en 1926.
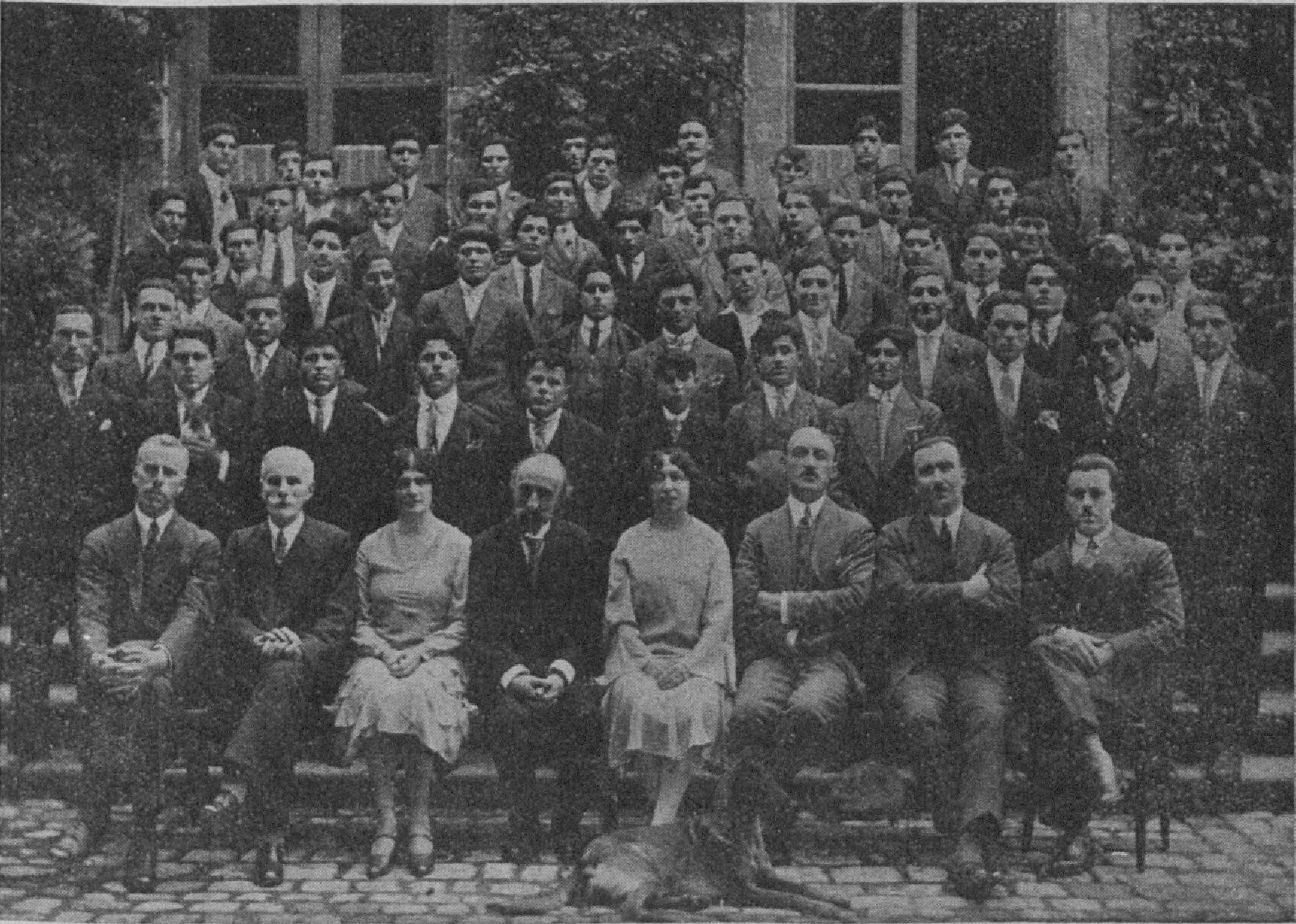
Banquet organisé par le Comité de protection des enfants immigrés le 17 juin 1929 pour les orphelins arméniens d'Indre-et-Loire[358]. À gauche d'Archag Tchobanian (quatrième à partir de la gauche), on peut voir Berdjouhi Barseghian.

##### Débats littéraires et choix d'une voie à suivre
Au milieu des années 1920, les écrivains arméniens réfugiés en France sont en quête de moyens d'expression littéraires et questionnent leur place au sein de la littérature arménienne,. C'est dans ce moment de questionnement qu'Archag Tchobanian publie l'essai Notre littérature (1926),, dans lequel il fait un bilan du passé et tente une réflexion sur l'avenir littéraire de ses compatriotes. Ainsi, s'il déplore les conséquences dramatiques qu'a eu le génocide sur la production littéraire arménienne, il estime que l'existence d'un État arménien peut permettre à cette littérature de se développer, malgré les dangers de la censure de l'Union soviétique, qu'il ne minimise pas. Si selon lui, « l'Arménie est bel et bien le centre où une vie intellectuelle et culturelle va et doit se développer », « le mouvement littéraire arménien qui se développe hors des frontières est une partie intégrante de la littérature du pays », notamment car les écrivains arméniens de Constantinople ou de Smyrne, particulièrement prolifiques avant la guerre, se sont réfugiés en diaspora. Il critique ceux qui disent alors que la littérature « arméno-occidentale », c'est-à-dire celle des Arméniens ottomans, locuteurs de l'arménien occidental, agonise. Plus loin, il écrit :

« La littérature qui se fait hors des frontières ne jaillit certes pas directement de la terre et ne contient pas la psychologie contemporaine, mais cela ne signifie pas qu'elle soit privée de vie arménienne. Elle exprime l'amour de la patrie chez les émigrés arméniens, elle ranime les souvenirs tendres ou douloureux de la terre paternelle qui fut le lieu de naissance de certains écrivains émigrés ; elle évoque la conception idéale de la patrie dans les pages de ceux qui sont nés sous des ciels étrangers mais qui ont vécu en tant qu'Arméniens. Sous la plume des Arméniens-occidentaux, la littérature tend surtout à maintenir vivace l'image terrible du grand crime, la vision effroyable et sacrée du martyre des Arméniens ainsi que leur foi irréductible dans la justice… Un peuple qui oublierait complètement ce sombre passé et expulserait de sa littérature la page qui serait consacrée à ce passé serait complice du crime et aurait laissé s'échapper de ses mains les possibilités d'une future guérison…, »

Selon Archag Tchobanian, les écrivains de la diaspora ont pour tâche de parler du génocide arménien car ceux d'Arménie soviétique ne le peuvent pas en raison de la censure : l'étranger devient donc un espace de liberté et peut « contribuer à l'extension de l'horizon intellectuel et esthétique de tout le peuple arménien par la traduction des chefs-d’œuvre des grandes littératures occidentales ». Comme Chavarche Missakian, il pense que la catastrophe du génocide n'est pas indépassable et l'expérience de l'exil peut être une « condition d'épanouissement », comme le note Krikor Beledian.
À la même époque, un autre débat agite les intellectuels arméniens : celui du choix entre une littérature nationale et une littérature cosmopolite (ou peut-être prolétarienne). La question est débattue dans le premier numéro de la revue Zvartnots, notamment par les écrivains Gostan Zarian, Nigoghos Sarafian, Yeghiché Ayvazian mais aussi Archag Tchobanian. Dans son article, il critique la « littérature prolétarienne » et estime qu'elle a échoué : selon lui, les œuvres les plus importantes consacrées au problème social n'ont pas été écrites par des socialistes, montrant de nouveau ses réticences vis-à-vis de la littérature arménienne soviétique,. Cependant, une littérature purement nationale, c'est-à-dire qui ne parlerait que des thématiques arméniennes ou de personnages arméniens, serait pour lui stérile. De l'autre côté, une littérature purement internationale ou cosmopolite serait artificielle. Il conclut en disant :

« L'essentiel donc dans la littérature comme dans l'art n'est pas la tendance nationale ou internationale, mais le talent, l'inspiration vraie, l'expression sincère et naturelle de tel ou tel aspect du monde et de la vie. […] Il n'y a pas de littérature de classe, internationale ou purement nationale. Tout vrai écrivain, dans n'importe quelle œuvre, parfois même contre sa propre volonté, instinctivement ou inévitablement, exprime sa personne et, à travers sa personne, sa race et son entourage immédiat, l'humanité,,. »

Il donne l'exemple de Nahapet Koutchak, poète arménien du XVIe siècle et auteur de poèmes d'amour : ceux-ci n'ont pas de rapport avec l'histoire des Arméniens car son inspiration est l'amour mais, selon Tchobanian, cette poésie est « authentiquement arménienne » car elle s'exprime « selon la sensibilité, la mentalité et le goût du peuple arménien, par des images et des expressions qui lui sont propres » (Krikor Beledian), utilisant notamment le concept de « couleur ethnique ». Il faut selon lui de cette « couleur ethnique » ainsi que du style et du talent, l'alliance entre les deux permettant de produire des œuvres qui « acquièrent une portée universelle, tout en conservant un lien essentiel et fondamental avec leur ethnie ». Tchobanian regrette le faible nombre d'œuvres littéraires arméniennes qui gardent leur force après traduction, et termine en disant : « la parole arménienne concernant les problèmes les plus importants et éternels de la vie humaine a été rarement prononcée ; le génie arménien n'a pas donné encore toute sa mesure… », souhaitant que la nouvelle génération d'écrivains aille au bout de cette ambition.
Comme le note Krikor Beledian, sa revue reprend la même année où naît la revue Zvartnots de Hrant Palouyan : derrière cette simultanéité se cache selon lui la rivalité politique entre le parti Ramgavar pour Anahit et la Fédération révolutionnaire arménienne pour Zvartnots.

#### Années 1930

##### Renaissance d'Anahit
Après une pause de 18 ans, Archag Tchobanian reprend la publication de sa revue Anahit le 1er mai 1929,,,,,,. Dans son éditorial, intitulé « La vocation de la race », il explique qu'il est nécessaire de conserver « notre culture nationale, mais également de la rehausser et de l'enrichir », notamment de montrer sa richesse aux jeunes générations : « Nous n'avons pas de Shakespeare. Mais notre devoir, notre droit est de tenter d'avoir un jour un Shakespeare », écrit-il,. Considéré comme le « maître incontesté de la littérature arménienne depuis un quart de siècle », Archag Tchobanian se donne « corps et âme » dans sa revue. À cette époque, il exerce plutôt la profession de publiciste et de critique littéraire.
Très éclectique, on trouve dans cette revue ses chroniques et notes sur les ouvrages parus, mais aussi des textes d'auteurs contemporains, des études sur des écrivains non-arméniens (comme Victor Hugo), des traductions en arménien d'œuvres comme le Prométhée enchaîné d'Eschyle, des poèmes de Gabriele D'Annunzio par Anayis, de Baudelaire par H. Katcharents, etc.. Il salue La Fille de Dadrakom (1930), poème épique de Gostan Zarian qui évoque les exactions commises contre les Arméniens dans la région de Sassoun et la révolte de ces derniers, ; il loue le poème De l'Orient à l'Occident (1930) de Vostanig, « poème harmonieux et sublime »,. Il publie aussi des impressions de voyages en Arménie. Malgré le fait que la revue soit de plus en plus consacrée à l'arménologie, Tchobanian tente aussi de donner une place aux écrivains de son époque. Ainsi, parmi les contributeurs, on compte notamment Harout Gosdantian, Zareh Vorpouni, Hratch Zartarian mais aussi Nigoghos Sarafian— qu'il considère comme l'une des « figures les plus originales de la nouvelle génération », —, ainsi que des poètes ne résidant pas en France comme Mouchegh Ichkhan, Vahé-Vahian ou Minas Tololian. Il pousse aussi d'autres à publier leurs écrits, comme Harout Gosdantian qui réunit les siens dans La Sagesse des jours (1935) grâce à ses encouragements. Comme Guiank yev Arvesd, la revue ne possède cependant pas de comité de rédaction, c'est pourquoi Krikor Beledian préfère la considérer comme un recueil plutôt que comme une revue littéraire.
La même année de la reprise d'Anahit, il publie le troisième et dernier volume de sa Roseraie d'Arménie.

##### Un rôle culturel central mais une activité littéraire déclinante
Cependant, malgré cette effervescence éditoriale, Archag Tchobanian a fortement diminué sa propre activité littéraire ; pour Krikor Beledian, cela va même plus loin : « Tchobanian est un homme qui au fil des ans a cessé toute activité créatrice », écrit-il. Selon lui, il est d'ailleurs de plus en plus considéré comme dépassé et « appartenant à un autre âge » par les jeunes auteurs, qui sont peu enclins à l'entourer, même s'il veut les encourager à produire en publiant les premiers écrits de certains d'entre eux. Un écrivain de l'ancienne génération, Hagop Oshagan, critique Tchobanian et sa revue : selon lui, elle ne constitue pas une tribune adaptée à la nouvelle génération et ses efforts de liberté. Krikor Beledian conclut ainsi son passage concernant le retour d'Anahit : « les jeunes écrivains se détournent d'une revue conformiste et d'un personnage patriote certes, mais autosuffisant et narcissique ». Lesdits écrivains fondent leurs propres revues, comme par exemple Tchank (1930-1931) ou encore Menk (1931-1932).
Le 27 février 1930, lors de la célébration en l'honneur d'Alíki Diplarákou, couronnée miss Europe 1930, Archag Tchobanian fait partie de la délégation arménienne présente à l'évènement (à l'instar de Yervant Tolayan) et il présente et prononce un discours rappelant l'amitié arméno-grecque.
À cette époque, il fait partie des clients réguliers, comme de nombreux autres orientalistes, de la librairie orientale ouverte par Hrant Samuelian à Paris en 1930, avec qui il se lie d'amitié. Parallèlement, il aide Paule Henry-Bordeaux dans la rédaction de son roman, Antaram de Trébizonde, sorti en 1930.
Le 3 février 1931, il donne une conférence consacrée au poète Tovmas Terzian à la Bibliothèque Nubar.
Le 14 juin 1931, à la Sorbonne, lors du 25e anniversaire de l'UGAB et du premier anniversaire de la mort de Boghos Nubar Pacha, il fait partie de ceux qui rendent hommage à ce dernier par un discours, reproduit dans le journal Baykar (Boston),.
En novembre 1932, Archag Tchobanian est mandaté par les Arméniens de Lyon pour participer à l'élection du catholicos à Etchmiadzin, en Arménie soviétique, pour remplacer Georges V Soureniants, mort en 1930. Il reste un mois à Erevan,. À son retour début 1933, il donne une conférence organisée par l'Association des anciens volontaires arméniens de l'armée française dans laquelle il raconte son séjour en Arménie soviétique,. Le poète Missak Manouchian assiste à cette conférence, qui joue un rôle non négligeable dans son engagement politique communiste. Les deux hommes se connaissent de fait depuis le début des années 1930. Dans la biographie qu'elle consacre à son défunt mari, Mélinée Manouchian raconte la relation qu'entretenait celui-ci avec Tchobanian : « Ils correspondirent pendant des années ; Manouchian envoyait des poèmes et Tchobanian les critiquait, notant les défauts comme les qualités et conseillait son jeune élève ». Elle reproduit aussi deux des lettres qu'il a reçu de son professeur. À l'époque où Manouchian s'occupe du journal Zangou, en 1935-1937, elle raconte son implication dans le milieu littéraire arménien de Paris :

« Ils étaient un groupe de jeunes poètes et écrivains arméniens qui se rencontraient régulièrement autour de leur aîné, Avetik Issahakian. Il y avait là Vahan Tékéyan, Archag Tchobanian, Zabel Yessayan, Zarouhie Barhy, Anaïs, Lévon Pachalian, Dikran Kamsaragan et bien d'autres encore. Manouchian entretenait avec eux des relations étroites. Poète lui-même, il écoutait tout le monde attentivement et n'hésitait pas à demander des conseils. »

En 1933, l'Union des écrivains arméniens de France devient la Société des gens de lettres (ou Société des gens de lettres arméniens en France). Dirigée par Archag Tchobanian « presque sans interruption » jusqu'à sa mort, elle regroupe une cinquantaine de membres et organise des conférences, débats et expositions. Toujours en 1933, Tchobanian est président d'honneur du comité organisateur du jubilé en l'honneur de Vahan Tékéyan et est impliqué dans celui donné en l'honneur de Lévon Pachalian en 1934.
En 1934, il donne des conférences à l'université libre de Bruxelles.
Le 22 juin 1935, Tchobanian organise un festival en l'honneur de Victor Hugo, durant lequel Fernand Gregh prononce un discours. La même année, il participe au congrès international de la civilisation européenne qui a lieu à Monaco.
Le 22 février 1936, il fait partie de la quarantaine de personnalités arméniennes qui accueillent la venue à Paris de l'écrivain autrichien Franz Werfel, auteur du roman Les Quarante Jours du Musa Dagh (1933). Le 29 mars 1936, la Société des gens de lettres arméniens de Paris organise dans le grand amphithéâtre de la Sorbonne une cérémonie à l'occasion du 150e centenaire de la traduction arménienne de la Bible lors de laquelle Tchobanian prend la parole,. Le 26 avril 1936, il donne une conférence sur la poésie et la musique populaire arménienne. Le 13 décembre 1936, il donne une conférence lors d'une fête consacrée à la poésie arménienne, conférence lors de laquelle il donne une grande place à la poésie arménienne contemporaine, ne rejetant pas les poètes pour leurs opinions politiques. Ainsi, comme le note Krikor Beledian, « Tchobanian essaie de conserver l'autonomie de la critique : il reconnaît l'importance de Kostan Zarian (proche des dachnaks) aussi bien des poètes d'Arménie soviétique, et se montre un lecteur averti et tolérant ». Le texte de sa conférence est publié dans Mechagouyt l'année suivante,.
Le 27 février 1937, une cérémonie est organisée en hommage à Antoine Meillet à la Bibliothèque Nubar, lors de laquelle il salue la mémoire de son vieil ami,,. Parmi les autres intervenants, on peut citer Charles Diehl, Louis Mariès, Frédéric Macler, Émile Benveniste, Nersès Aguinian et Yéghia Petchiguian ; dans l'assemblée, d'autres personnalités comme René Pinon, René Grousset ou Gabriel Millet, assistent aux prises de parole.
Le 14 mai 1938 est fêté à la Sorbonne le jubilé de ses cinquante ans d'activité littéraire,,,. Georges Duhamel en est l'un des présidents d'honneur. Ce jubilé est célébré par la revue Zvartnots, malgré les différences idéologiques, ainsi que par le journal Haratch. À cette occasion, une monographie écrite par Kegham Fenerdjian est publiée à son sujet,. En juillet 1939, un numéro de la revue Haï guétron (Buenos Aires) est consacré à ce cinquantenaire.
En octobre 1938, Archag Tchobanian est élevé au grade d'officier dans l'ordre de la Légion d'honneur,. Cette décoration est célébrée lors du premier déjeuner du Comité de la Méditerranée en novembre,.
En décembre, lors de la remise du prix Goncourt à Henri Troyat pour son roman L'Araigne, Archag Tchobanian prononce un discours.

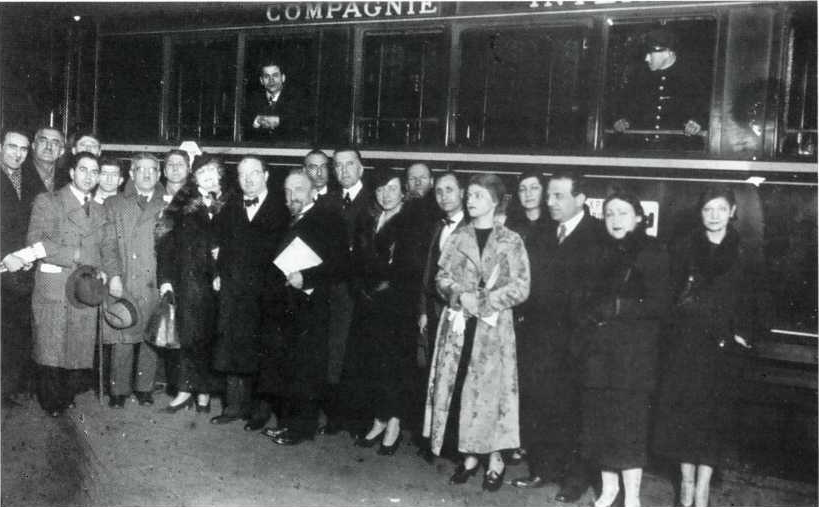
Archag Tchobanian (au centre, portant un document) en compagnie de l'écrivain autrichien Franz Werfel lors de la venue de ce dernier à Paris en février 1936. Dans le comité d'accueil, on aperçoit aussi Chavarche Missakian, directeur du journal Haratch.
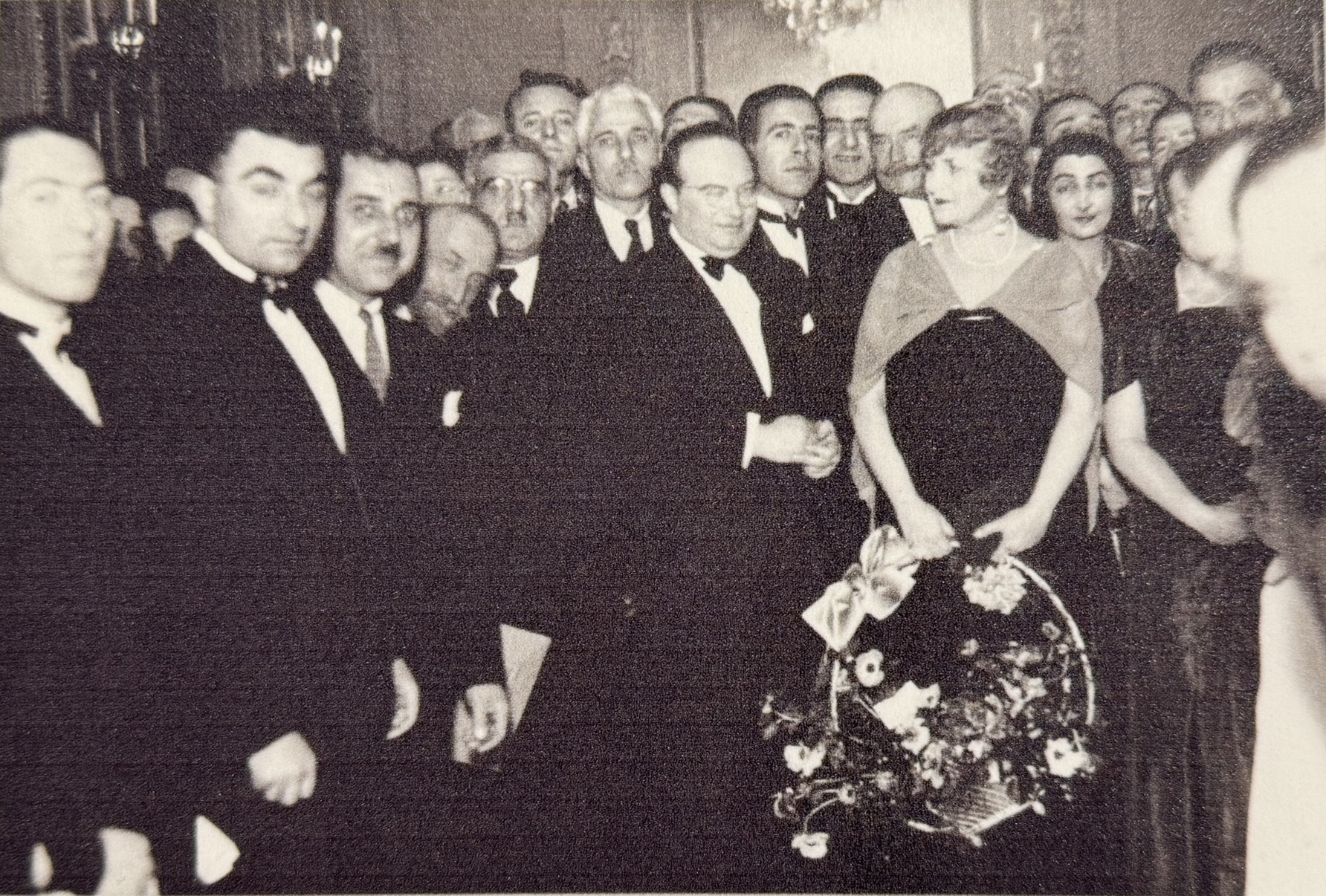
Photographie prise plus tard, lors du même déplacement de Franz Werfel.
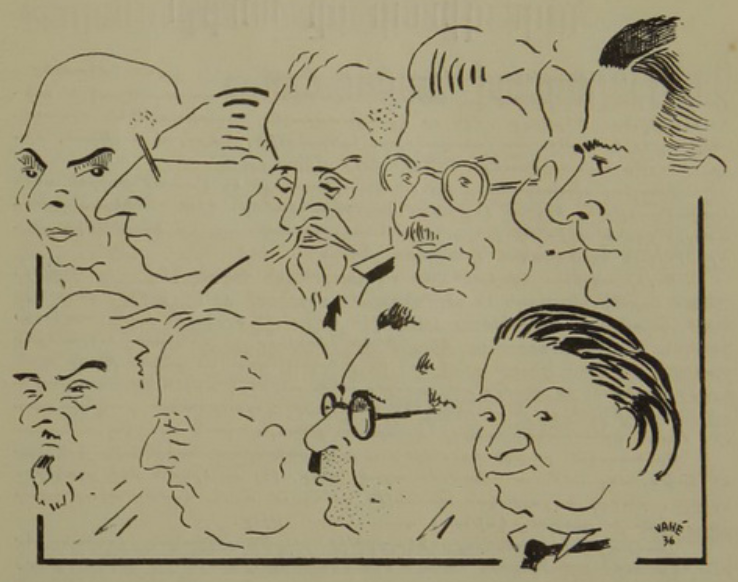
Écrivains de la Société des gens de lettres arméniens de France caricaturés par Vahé dans Guiank yev Arvesd (1936)[424]. Archag Tchobanian est représenté au centre de la rangée du haut.
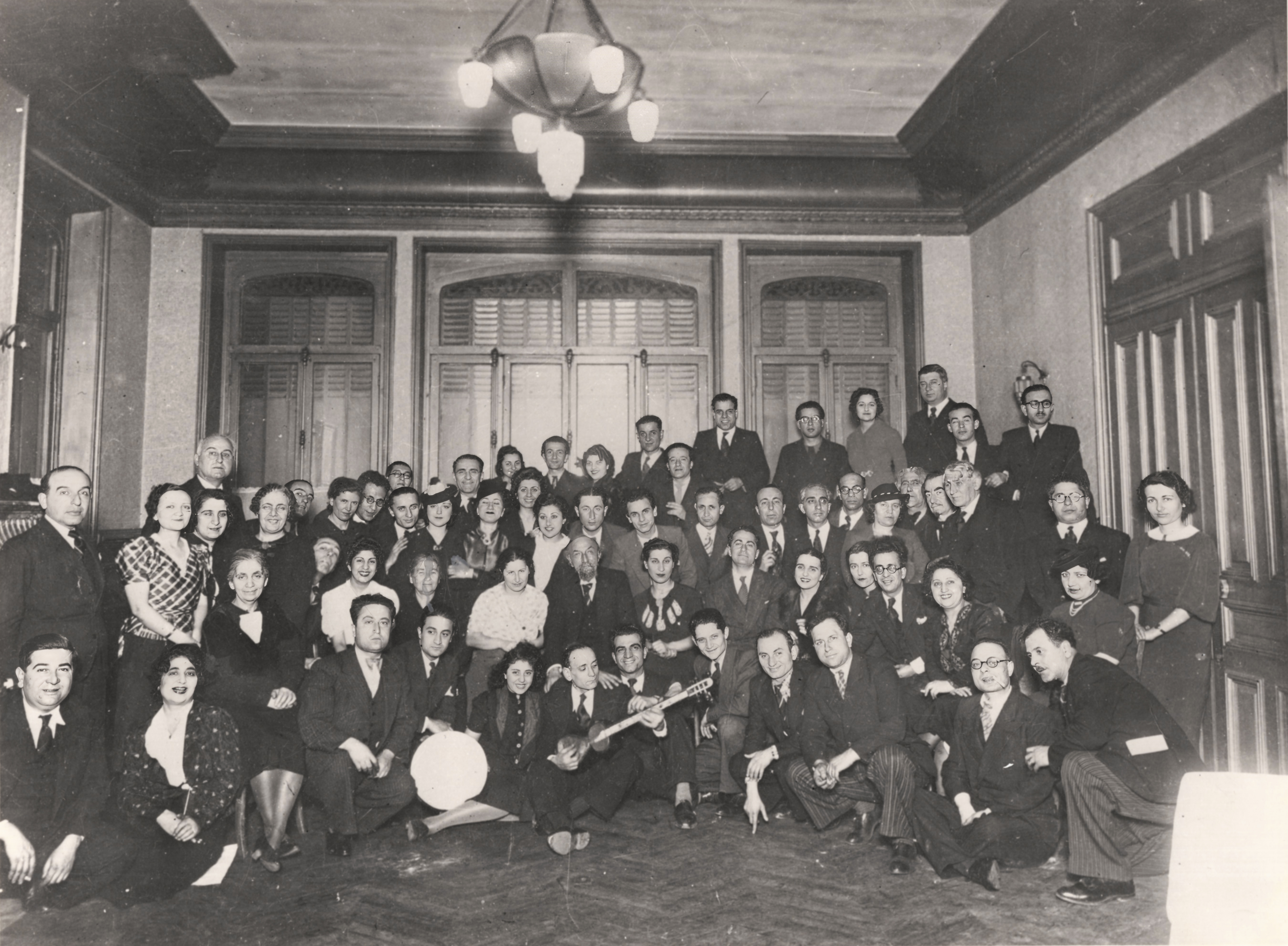
Soirée de l'Union des écrivains arméniens de France le 12 février 1939[425]. Aux côtés d'Archag Tchobanian (au centre), on reconnaît Missak Manouchian, Kégham et Marie Atmadjian, Misha Aznavourian (père de Charles Aznavour) et sa fille Aïda, Bedros Zaroyan ou encore Puzant Topalian.

#### Sous l'Occupation
Lors du déclenchement de la Seconde Guerre mondiale en septembre 1939, Archag Tchobanian cosigne, avec Lévon Pachalian et T. Nersoyan, chef de l’Église arménienne de France, un message de fidélité de la communauté arménienne adressé au gouvernement français. Peu de temps avant l'invasion de la France, il est présent lors d'une réception organisée par l'Union franco-arménienne en mars 1940 et y prononce un discours, à l'instar de Louis Marin, Justin Godart ou Alexandre Khatissian.
Du fait de l'Occupation, Archag Tchobanian cesse la publication de sa revue Anahit entre fin 1940 et 1946,, craignant la censure allemande ainsi que des représailles face aux propos virulents qu'il avait tenu contre le Troisième Reich dans Anahit :

« J'ai décidé de cesser la publication de ma revue car, sous la censure allemande, j'aurais été privé de la liberté d'expression sur les grands problèmes du jour. De plus, dans l'avant-dernier numéro de la revue, j'avais critiqué l'attitude tyrannique de l'Allemagne hitlérienne qui, entraînée par le culte de la violence, avait sauvagement occupé le territoire de ses voisins. Il n'aurait pas été prudent d'attirer l'attention des autorités allemandes sur ma revue, en leur demandant la permission de continuer sa parution. Il était clair que si n'importe quel salaud avait communiqué la traduction de mon texte aux chefs nazis, non seulement la revue, mais également la vie de son fondateur auraient pu être en danger,,. »

Entre 1940 et 1944, les activités littéraires des Arméniens de France cessent presque complètement. Organisées par la Société des gens de lettres arméniens, quelques rencontres littéraires ont lieu, animées par Tchobanian, Hratch Zartarian et Meguerditch Barsamian. Quelques représentations théâtrales sont aussi organisées : durant l'une d'entre elles, la pièce de jeunesse de Tchobanian Les Couches sombres est jouée, mais devant un public restreint. La production littéraire d'Archag Tchobanian est au point mort, ce dont il convient lui-même dans une lettre à Chavarche Missakian,.
En février 1941, les autorités allemandes d'occupation décident la réquisition de l'ensemble des ouvrages de la Bibliothèque Nubar de Paris pour les envoyer à Berlin. Le déménagement commence le 11 février 1941. Le lendemain, le 12 février, une délégation arménienne, composée notamment du docteur Kololian, administrateur de l'UGAB (organisation gestionnaire de la bibliothèque), se rend aux bureaux parisiens de l'Einsatzstab Reichsleiter Rosenberg (ERR) pour protester. Sont aussi présents Alexandre Khatissian, au nom de la Délégation de la République arménienne, et Archag Tchobanian, au nom de l'Office des réfugiés arméniens. Finalement, la réquisition est ajournée le 15 février 1941 après protestation des organisations arméniennes. En effet, les Allemands décident finalement d'une réquisition partielle qui serait dirigée par Ardachès Apeghian, arménologue et professeur à Berlin. Le 16 février, une réunion rassemblant les représentants desdites organisations (dont Alexandre Khatissian et Archag Tchobanian) a lieu dans le but de réfléchir à l'attitude à adopter. Le 5 mars, l'Union des écrivains arméniens, dirigée par Tchobanian, ainsi que le Comité éditorial des œuvres des écrivains arméniens martyrs, déposent une requête auprès de l'ERR pour que les périodiques arméniens publiés à Constantinople et préservés à la bibliothèque ne soient pas requisitionnés. Tchobanian et Khatissian sont de nouveau présents le 12 mars 1941 à une réunion au domicile du docteur Kololian, aux côtés de nombreuses autres organisations arméniennes : tous espèrent que « la bibliothèque Nubar, en tant que bien national, reste entre les mains de la colonie arménienne de Paris avec tous ses livres ». L'UGAB finit par obtenir d'Ardachès Apeghian, le jour de son arrivée, que la sélection des livres destinés à être emportés en Allemagne ne se fera qu'en présence d'Aram Andonian, alors bibliothécaire, et de Tchobanian. Dans son journal, Aram Andonian écrit le 21 mars 1941 :

« Tchobanian est venu tôt à la Bibliothèque, porteur d'une nouvelle étonnante. Les Allemands projetteraient de fonder une Bibliothèque arménienne à Berlin, à laquelle ils donneraient le nom de « Nubarian », tandis que les livres réquisitionnés chez nous lui seraient destinés. J'ai cru qu'il blaguait. Mais il était sérieux. Si seulement cela pouvait n'être que le fruit de sa crédulité ! Il s'agissait tout bonnement de la deuxième mention du fameux « Institut arménien » que le gouvernement allemand […] allait soi-disant établir dans l'enceinte triomphante du Grand Berlin, à la gloire de la nation arménienne. Mais ce n'est pas un secret pour nous que ces gens montrent un clair mépris en ce moment envers notre nation. Même l'« origine aryenne » des Arméniens […] est considérée comme douteuse par eux. Et ceci inquiète de nombreuses personnes qui craignent que les Arméniens, s'ils ne seront pas directement soumis à la persécution comme les Juifs, puissent du moins faire l'objet de strictes restrictions. »

Aram Andonian décrit dans son journal les longues séances de sélection se déroulant à la bibliothèque où lui-même et Archag Tchobanian tentent, face à Ardachès Apeghian, lors d'« échanges houleux », de « soustraire le plus de livres possible à ce qu'ils continuent de considérer comme un pillage pur et simple ». Finalement, 1 331 livres, 481 périodiques et 33 manuscrits anciens sont enlevés par les nazis. Plus tard, en 1948, Ardachès Apeghian, vivement critiqué pour son action durant la guerre, demande à Archag Tchobanian de témoigner contre les « calominateurs » (notamment Aram Andonian) dans les colonnes d'Anahit, mais cette requête semble rester lettre morte. En mai 1941, trois semaines après la fin du pillage de la bibliothèque, une commission de suveillance est créée, dirigée par Archag Tchobanian. Cette commission décide de la réouverture de la bibliothèque au public, de sa transformation en une bibliothèque plus populaire via l'acquisition de romans ou de recueils de poésie, ainsi que de la reprise des conférences qui se tenaient en son sein.
En décembre 1942, Archag Tchobanian sollicite l'orientaliste René Grousset pour qu'il écrive une histoire de l'Arménie. Celui-ci accepte et lui demande de l'aider en lui fournissant de la documentation. Tout au long de la rédaction, Tchobanian lui propose des suggestions. L'Histoire de l'Arménie est publiée en 1947 et est dédiée à Archag Tchobanian.
Il prépare l'édition de l'œuvre de son ami Lévon Pachalian, réfugié à Vichy et qui y meurt en février 1943 après la publication de l'édition en question en 1941, qu'il préface. La même année, en juin, il préface le recueil de poèmes du poète Vahram Tatoul,. L'année suivante, il préface l'unique recueil des vers et poèmes en prose d'Anayis, Aurore et crépuscule,. Tchobanian s'occupe aussi de regrouper un certain nombre de ses propres écrits datés de la fin du XIXe siècle et de les publier en deux volumes : Images (1943) et La Vie et le Rêve (1945). Enfin, il est nommé à la tête de la commission éditoriale Melkonian, mise en place par la bibliothèque Nubar et au départ dirigée par Léon Guerdan, dont l'objectif est la publication d'ouvrages savants fondée sur l'exploitation du fonds de la bibliothèque. Cette commission ne donne cependant lieu qu'à quelques publications.
De fait, durant cette période, Tchobanian se jette à « corps perdu dans l'entreprise d'aide aux écrivains dans la nécessité, aux écrivains prisonniers et aux exilés », comme le note Krikor Beledian. Il recommande ainsi le poète Arthur Adamov à Meguerditch Barsamian pour qu'une somme lui soit versée. Il mobilise aussi la communauté arménienne de France pour venir en aide aux prisonniers de guerre arméniens détenus en Allemagne, dépensant beaucoup d'énergie en ce sens comme le montre sa correspondance. De plus, à partir de septembre 1943 (notamment dans un article de Marseille Soir), il encourage le Nerkaght, c'est-à-dire l'émigration des Arméniens de France vers l'Arménie soviétique.

#### Après-guerre et fin de vie

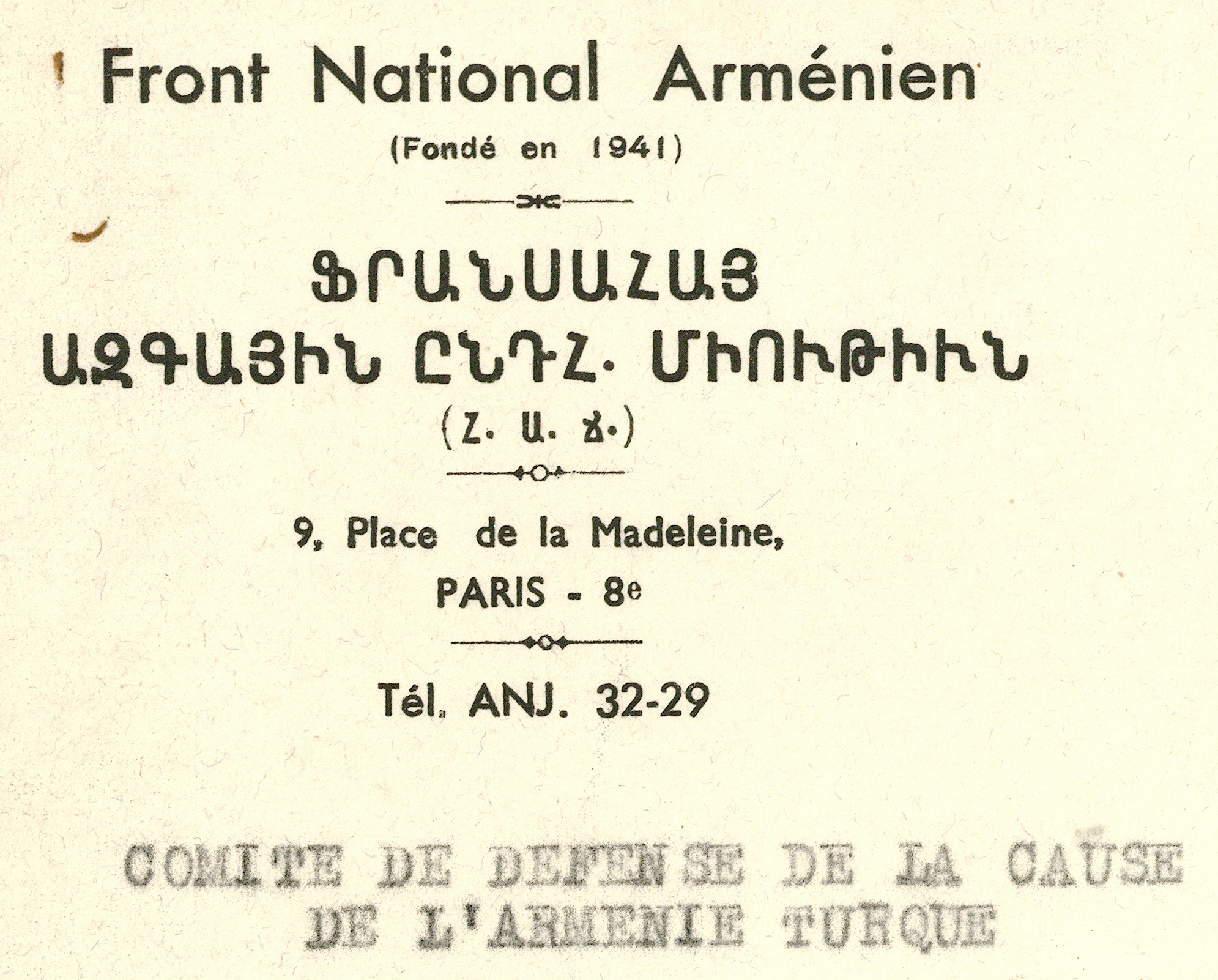
En-tête du Comité de défense de la cause de l'Arménie turque, alors présidé par Archag Tchobanian.

Après la Libération, le 15 avril 1945, la Société des gens de lettres arméniens organise un festival de poésie et de musique arméniennes dans le grand amphithéâtre de la Sorbonne,,. Archag Tchobanian en préside le comité organisateur,,. Dans son discours, il brosse un panorama de la poésie et de la musique arméniennes. Il finit par un hommage à Missak Manouchian et à Kégham Atmadjian et par un message d'espoir :

« Je ne puis terminer ce discours qu'en émettant un vœu — qui est du reste celui de tous les patriotes arméniens — c'est de voir la République de l'Arménie Soviétique obtenir au lendemain de la guerre actuelle la possibilité matérielle d'accueillir au sein de son territoire équitablement élargi, sinon la totalité, du moins une grande partie des Arméniens que des désastres sans précédent ont forcé à demander l'hospitalité à quelques nobles pays étrangers, afin que toutes ces forces morales et intellectuelles qui s'obstinent à prendre part, loin de notre pays ancestral, au développement de notre culture nationale, puissent poursuivre leur œuvre autour du mont Ararat, notre montagne sacrée, sur le sol même de notre Mère-Patrie. »

Le 1er avril 1945, le Bureau des réfugiés arméniens (ou comité central des réfugiés arméniens) que dirige Tchobanian est dissout et remplacé par un Office central des réfugiés arméniens, dirigé par Mentor Bouniatian avec pour objectif de « représenter la colonie arménienne de France auprès du Gouvernement français ». Parmi ses nombreux rôles, Bouniatian constitue un Comité de répartition du produit du timbre Nansen, composé de cinq personnalités reflétant une pluralité des sensibilités politiques : Archag Tchobanian pour le parti ramgavar, Hrant Samuelian pour le parti dachnak ou encore le général Korganoff pour la mouvance communiste.
Dans le premier numéro d’Anahit de 1946, Archag Tchobanian rend hommage à Kégham Atmadjian, Missak Manouchian et Louisa Aslanian, victimes de la guerre. Il publie une sélection de leurs œuvres : quatre poèmes inédits de Kégham Atmadjian, ; trois poèmes de Missak Manouchian ainsi que sa dernière lettre à sa femme Mélinée ; trois poèmes de Louisa Aslanian qu'elle a écrit dans les camps de concentration nazis et qui furent rapportés par Nicole Ritz, camarade de détention,. Il s'était d'ailleurs lié d'amitié avec Louisa et son mari Arpiar Aslanian avant la guerre. Mais globalement, cette dernière série des Anahit réunit des articles arménologiques assez éloignés de la littérature. Le dernier numéro d'Anahit paraît en janvier-juin 1949.
En 1946, il traduit en français un poème de Hovhannès Chiraz et un poème de Missak Manouchian dans Les Lettres françaises.
Après la guerre, Archag Tchobanian cherche à convaincre les puissances alliées de céder les territoires d'Arménie occidentale, en Turquie, à l'Arménie soviétique. Il prend la tête d'un Comité de défense de la cause de l'Arménie turque, qui fait du lobbying en ce sens, notamment auprès de l'ONU. En mars 1946, il écrit dans le journal L'Ordre : « La libération de ces terres martyres, leur rattachement au territoire de la République d'Erivan et une invitation au gouvernement turc de restituer au peuple arménien les biens publics et privés qui lui ont été ravis, seront des actes de haute équité, qui compteront parmi les meilleurs résultats de la grande lutte menée pendant les deux guerres mondiales pour le triomphe du droit ». Dans le courant de l'année 1946, il réunit des signatures pour une lettre en faveur des Arméniens qu'il souhaite présenter à la Conférence de Paris réunie pour régler la guerre, sollicitant par exemple Georges Duhamel, qui refuse, et obtenant celles d'Édouard Brémond, de Georges Lecomte, d'Émile Buré, de Marcel Cachin ou encore d'Albert Bayet. Dans la lettre, on peut lire :

« Au moment où les peuples libres veulent enfin fonder le règne du droit et de la justice, il importe de ne pas limiter au sol européen l'œuvre de réparation attendue de tous, mais pour l'honneur même des Nations Unies, d'en faire bénéficier aussi la première victime de la barbarie : le peuple arménien.

Il s'agit, ici, d'une question de moralité internationale dont la solution risque de servir de critérium aux siècles futurs pour juger l'œuvre diplomatique présentement entreprise. Il n'est pas permis d'avoir, sur un point de droit aussi évident, des attitudes de pure opportunité suivant « le climat » diplomatique du moment, car le droit ne se prescrit ni ne se met en sommeil. Le peuple arménien demande simplement la sanction des encouragements qui lui ont été donnés, l'exécution des promesses qui lui ont été faites. »

Archag Tchobanian collabore à la revue littéraire Arevmoudk (1945-1952). En 1947, en réaction à un discours d'Avetik Issahakian donné en Arménie dans lequel il défend l'idée que le peuple arménien est une nation unie qui doit donc avoir une seule langue, il défend l'importance de la préservation de l'arménien occidental, qui ne doit pas disparaître au profit de l'arménien oriental,.
En 1948, il préface le recueil de poésie de la poétesse Marie Atmadjian, Les Lys de Golgotha, et loue ses qualités poétiques.
La même année, lors du voyage à Paris du dessinateur et caricaturiste arménien Diran, celui-ci représente Archag Tchobanian comme l'une des « curiosités » de Paris, à l'instar de la tour Eiffel ou l'Arc de Triomphe, montrant bien son implantation ancienne et durable dans la capitale française.
Le 14 mai 1950 est fêté à la Sorbonne le jubilé de ses soixante-cinq ans d'activité littéraire, sous la présidence d'honneur de René Grousset. Une brochure biographique est publiée la même année à cette occasion.
En 1950, Archag Tchobanian publie une de ses pièces de théâtre de jeunesse, Médisances, écrite en 1893,. L'année suivante, le 9 décembre 1951, il prend la parole, aux côtés de Paul-Marie Masson et de Raoul Husson, lors du jubilé célébrant la chanteuse Marguerite Babaïan à la Sorbonne.
En 1952, il passe plus de six mois au Liban, notamment à Antélias, à l'invitation du catholicos Garéguine Ier Hovsepian, et rend visite à la communauté arménienne locale,.
Il meurt le 8 juin 1954 à Paris, renversé par un taxi parisien. Le journal Haratch lui consacre sa une le 10 juin 1954,, tandis que le journal officiel du Patriarcat arménien de Jérusalem publie une nécrologie. Ses funérailles ont lieu le 12 juin 1954 à la Cathédrale Saint-Jean-Baptiste de Paris,. Il est enterré au cimetière parisien de Bagneux, dans le caveau des intellectuels arméniens,. Il laisse ses biens à Nevarte Enfiédjian, sa domestique, dans un testament rédigé le 29 décembre 1953 :

« Ma chère Nevarte,

Tu as été pendant 18 ans, ma femme de ménage, mon ange gardien, avec une tendresse et un dévouement que je ne puis oublier. Je te déclare mon unique héritière. Tu sais que je suis bien loin d'être riche. Quand la Mort viendra mettre fin à ma vie, je ne laisserai que les quelques francs qui se trouveront dans mes poches, les meubles que je possède dans le logement du 9 Rue Say que j'occupe depuis plus de trente ans ainsi qu'un tas de livres et de brochures et de nombreuses lettres que j'ai reçues de personnalités arméniennes, françaises, etc. Je désire que, quand je serai mort, M. Salmaslian, bibliothécaire de l'Union Générale Arménienne de Bienfaisance vienne faire une enquête chez moi en ta présence pour mettre de côté et emporter ceux de mes livres qui ne se trouvent pas dans la Bibliothèque Boghos Nubar de l'UGAB (11 square Alboni, Paris, 16e) et que j'offre à la Bibliothèque de l'UGAB avec l'espoir qu'un coin de la Bibliothèque leur sera accordé. »

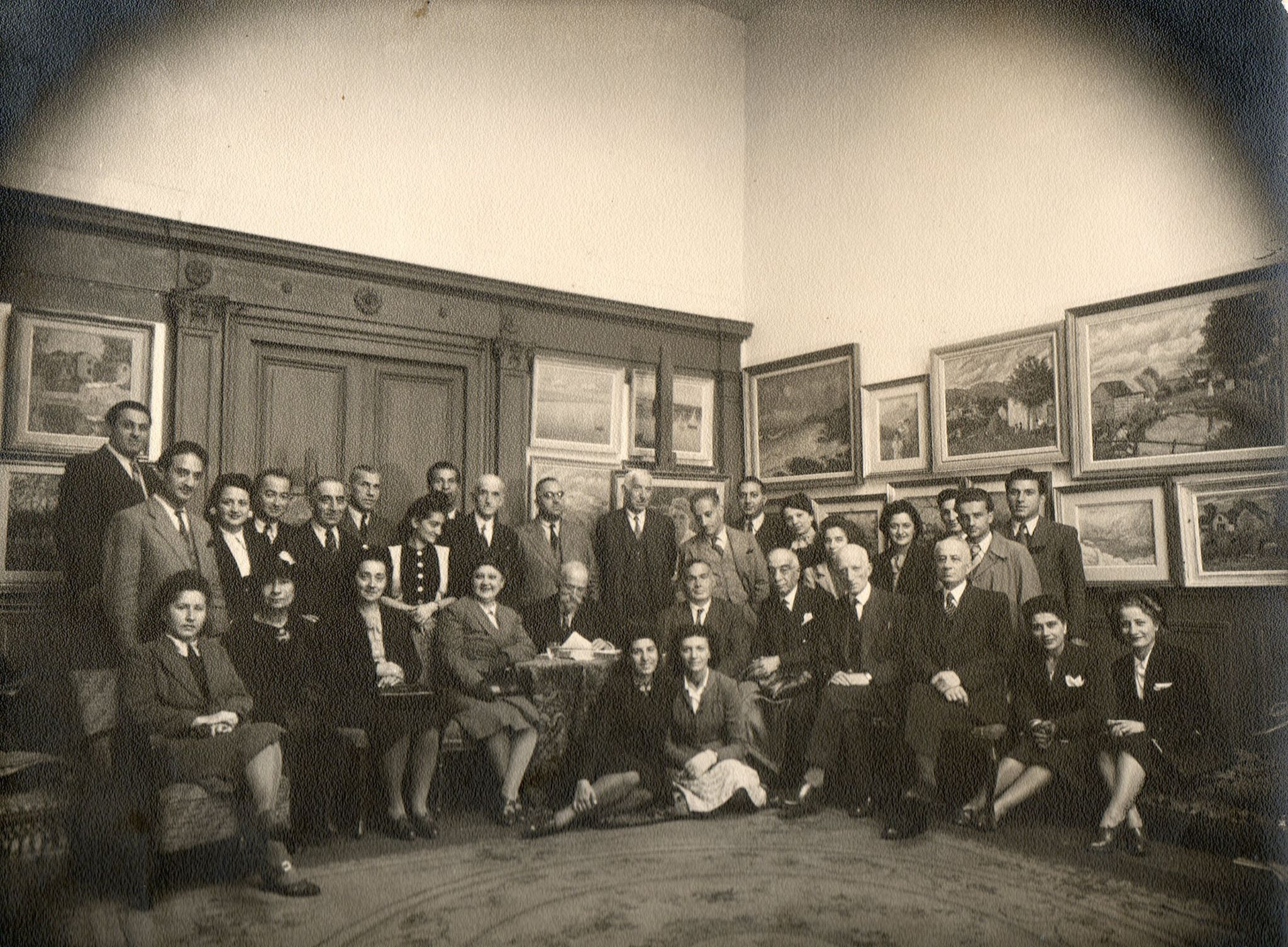
Réunion d'intellectuels arméniens dans l'atelier du 9e arrondissement de Paris du peintre Zareh Mutafian en 1944[501]. Parmi eux, Zareh Mutafian, Archag Tchobanian (assis au centre, penché sur une table), Marie Atmadjian ou encore Dikran Tchitouni et sa femme.
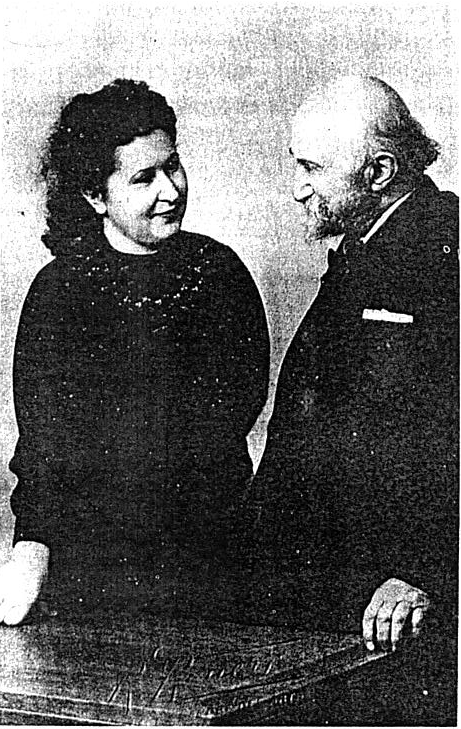
Archag Tchobanian en compagnie de la poétesse Marie Atmadjian en 1953.
Archag Tchobanian en compagnie de Marie Atmadjian peu de temps avant la mort de ce premier, en 1954.

## Distinctions

### Décorations
- Commandeur de l'Ordre de l'Étoile de Roumanie (1923)[205]
- Chevalier de la Légion d'honneur le 23 juillet 1925[502]
- Officier de la Légion d'honneur le 1er octobre 1938[419],[420]

### Prix
En 1904, Archag Tchobanian reçoit le prix Langlois de l'Académie française pour ses Chants populaires arméniens,,.
À une année inconnue des années 1930, il reçoit le prix de la « Fondation Madame la générale-Brémond » (en l'honneur de la veuve du général Édouard Brémond) pour l'ensemble de son œuvre.
En 1949 enfin, il est récompensé du prix d'Académie.

## Publications

### En arménien
- (hy) Արշալոյսի ձայներ [« Voix de l'Aurore »], Constantinople, Impr. T. Sandjakjian,‎ 1891, 217 p.
- (hy) Թրթռումներ [« Vibrations »], Constantinople, Impr. N. Dj. Aramian,‎ 1892, 30 p. (lire en ligne )
- (hy) Թուղթի փառք [« Gloire de papier »], Constantinople, Impr. T. Sandjakjian,‎ 1892, 136 p. (lire en ligne )
  - (hy) Թուղթի փառք [« Gloire de papier »], Constantinople, Impr. Vaghinag S. Piourad,‎ 1924, 108 p. (BNF 42018613, lire en ligne )
- (hy) Գթութիւն [« Compassion »], Constantinople, Impr. K. Baghdadlian,‎ 1892, 7 p. (lire en ligne )
- (hy) Պետրոս Դուրեան [« Étude biographique et critique sur Bedros Tourian »], Tiflis, Impr. Vrats Hrad. Eng.,‎ 1894, 196 p. (lire en ligne )
- (hy) « Մայր Հայաստանին - օրօր » [« Berceuse pour notre Mère l'Arménie »] (Poème), Nor-Guiank, no 1,‎ 1er janvier 1898, p. 1-2 (lire en ligne  [PDF])
- (hy) Նահապետ Քուչակի դիւանը : Սիրոյ երգեր, խրատական եւ այլաբանական երգեր, պանդուխտի երգեր [« Nahapet Koutchak »], Paris, Impr. Anahit,‎ 1902, 133 p. (lire en ligne )
- (hy) Վայրկեանը [« La minute »], Paris,‎ 1903, 15 p. (lire en ligne )
- (hy) Հորիզոնը [« L'Horizon »], Paris, Impr. Dikran Doghramadjian,‎ 1905, 5 p.
- (hy) Մկրտիչ Պէշիկթաշլեանի կեանքն ու գործը [« La Vie et l'œuvre de Meguerditch Béchiktachlian »], Paris, Impr. S. Doghramadjian,‎ 1907, 256 p. (lire en ligne )
- (hy) Քերթուածներ [« Poèmes »], Paris, Impr. David Avan-Uzpachiani,‎ 1908, 144 p.
- (hy) Ազատութեան յաղթանակը [« La victoire de la liberté »], Paris, Impr. D. Doghramadjian,‎ 1908, 8 p. (lire en ligne )
- (hy) Նաղաշ Յովնաթանի աշուղը եւ Յովնաթան Յովնաթանեան նկարիչը [« Naghache Hovnatan et le peintre Hovnatan Hovnatanian »], Paris, Impr. Nersessian,‎ 1910, 1288 p. (lire en ligne ), [lire en ligne], [lire en ligne]
- (hy) Հայ էջեր : Մեր նախնեաց բանաստեղծութիւնն ու արուեստը [« Pages arméniennes : La poésie et l'art de nos ancêtres »], Paris, Impr. G. Nersessian,‎ 1912, 120 p. (lire en ligne )
- (hy) Հայաստանը թուրք լուծին տակ [« L'Arménie sous le joug turc »], Boston, Impr. Azk,‎ 1918, 48 p. (BNF 43522135, lire en ligne )
- (hy) Հայկական դիւցազներգ [« L'épopée arménienne »], Constantinople, Impr. O. Arzouman,‎ 1919, 16 p. (lire en ligne )
- (hy) Տղու հոգիներ [« Âmes d'enfants »], Paris, Impr. Nersès,‎ 1923, 82 p. (lire en ligne ), recueil de textes parus dans Haïrenik (Constantinople) et de textes inédits[206]
- (hy) Դէմքեր [« Visages »], Paris, Impr. Kégharvéadagan,‎ 1924, 165 p. (lire en ligne )
- (hy) Հայրենի քնար [« Lyre de la patrie »], Paris, Impr. Nersès,‎ 1925, 81 p. (lire en ligne )
- (hy) Մեր գրականութիւնը [« Notre littérature »], Paris, Impr. O. Boghossian,‎ 1926, 38 p. (lire en ligne )
- (hy) Հայ ազգը «Մեղաւոր» չէ [« La nation arménien n'est pas "coupable" »], Paris, Impr. Boghossian,‎ 1926, 16 p. (lire en ligne )
- (hy) Երկրաշարժը արտասահմանի մէջ [« Séisme à l'étranger »], Boston, Impr. Baykar,‎ 1927, 58 p. (lire en ligne )
- (hy) Դէմքեր [« Visages »], Paris, Impr. Massis,‎ 1929, 190 p. (lire en ligne )
- (hy) Պատկերներ : Երկերու ամբողջական ժողովածու [« Images : Une collection complète de pays »], Paris, Araxes,‎ 1940 ou 1943, 110 p. (BNF 41456299, lire en ligne )
- (hy) Կեանքն եւ երազ : Արձակ բանաստեղծ, հեքիաթներ, քմածին էջեր [« La Vie et le rêve »], Paris, Araxes,‎ 1945, 110 p.
- (hy) Հայ ազգն եւ իր մշակութային արժէքը [« La nation arménienne et sa valeur culturelle »], Paris, Impr. Araxes,‎ 1946, 45 p. (lire en ligne )
- (hy) Բանաստեղծութիւններ [« Poésies »], Paris, Araxes,‎ 1949, 343 p.
- (hy) Բամբասանք : Թատերախաղ հինգ արարուածով [« Médisances »], Paris,‎ 1950, 106 p.
- (hy) Հրաշքը [« Le Miracle »], Beyrouth, Impr. Doniguian,‎ 1952, 98 p.
- (hy) Ծաղկեփունջ : Հատընտիր էջեր [« Bouquet : Pages choisies »], Alep, Impr. Sevan,‎ 1953, 11 p.
- (hy) Երկեր [« Œuvres »], Erevan,‎ 1966, 576 p. (BNF 44175794)
- (hy) Նամականի [« Correspondance »], Erevan, Sovetakan Groġ,‎ 1980, 500 p. (BNF 41118899)
- (hy) Երկեր [« Œuvres »], Erevan, Sovetagan krogh,‎ 1988, 863 p. (ISBN 5-550-00006-7, lire en ligne )

### En français
- Les massacres d'Arménie : Témoignages des victimes (préf. Georges Clemenceau), Paris, Éditions du Mercure de France, 1896, 265 p. (BNF 31439503, lire en ligne sur Gallica )
- « L'aventure du petit paysan d'Arménie » (Conte), Mercure de France, vol. 29, no 111,‎ mars 1899, p. 605-609 (lire en ligne sur Gallica )
- Poèmes : Aurore, la Caravane des heures, Angoisse, Visions, Dans la Nuit, Sur la colline (préf. Pierre Quillard), Paris, Mercure de France, 1908, 265 p. (BNF 31439488)
- La Vie et le rêve : Poèmes en prose, contes, fantaisies (préf. Émile Verhaeren), Paris, Mercure de France, 1913, X-219 p. (SUDOC 098195301)
- Offrande poétique à la France : Orage, Ode à la France, les Martyrs, le Pur chevalier, Paris, Impr. Berger-Levrault, 1917, 31 p. (BNF 31439486)
- « L'Épopée arménienne » (Poème), Mercure de France, vol. 131,‎ janvier-février 1919, p. 32-39 (lire sur Wikisource, lire en ligne sur Gallica )
- avec Henri Moreau Febvre (compositeur), J'ai vu mon aimée…, Paris, Éditions Maurice Senart, 1922 (BNF 43164696, lire en ligne )
- Victor Hugo, Chateaubriand et Lamartine dans la littérature arménienne (préf. Fernand Gregh), Paris, E. Leroux, 1935, XVI-145 p. (BNF 31439495)
- « La Vision » (Poème), Mercure de France, vol. 284, no 959,‎ 1er juin 1938, p. 301-308 (lire en ligne )
- La nation arménienne et son œuvre culturelle : Étude suivie de lettres de quelques éminentes personnalités alliées en faveur de la Cause arménienne (1917), Paris, Impr. artistique, 1945, 24 p.
- Les Arméniens ne sont nullement pourchassés en France, Paris, Impr. Croissant-Presse, 1947, 6 p. (BNF 35594296)
- « La douceur de tes yeux », dans Arthur Honegger, Quatre Chansons pour voix grave, Paris, Éditions Salabert, 1947 (BNF 39719111)

### Conférences et discours
- L'Arménie, son histoire, sa littérature, son rôle en Orient (préf. Anatole France) (Conférence), Paris, Société du Mercure de France, 1897, 91 p. (BNF 36574286, lire en ligne sur Gallica )[n 15]
- « Musique et poésie arméniennes » (Retranscription d'un discours prononcé le 1er décembre 1906), Le Mercure musical, no 13,‎ 15 décembre 1906, p. 376-382 (lire en ligne sur Gallica )
- avec Anatole France, Avetis Aharonian, André Girard, André Fontainas et Francis de Pressensé, À la mémoire de Pierre Quillard (Discours), Paris, Mercure de France, 1912, 248 p. (BNF 36572813)
- Le peuple arménien : Son passé, sa culture, son avenir (Conférence), Paris, P. Geuthner, 1913, 62 p. (BNF 31439487)
- L'Arménie sous le joug turc (Conférence), Paris, Plon-Nourrit et Cie / Édition du Foyer, 1915, 40 p. (BNF 31439475)
- La France et le peuple arménien (Conférence), Nancy, Impr. Berger-Levrault, 1917, 40 p. (BNF 31783266)
- La Femme arménienne (Conférence), Paris, B. Grasset, 1918, 91 p. (BNF 36570132, lire en ligne sur Gallica )
- avec Boghos Nubar, Avetis Aharonian, Denys Cochin, Paul Fleurot et Émile Pignot, L'Amitié franco-arménienne (Discours), Paris, Impr. Flinikowski, 1919, 31 p. (BNF 33240300, lire en ligne sur Gallica ), p. 7-12
- « L'Arménie, avant-garde de la civilisation gréco-latine en Orient », dans avec Denys Cochin, Bertrand Bareilles et Jean S. Svoronos, La Renaissance de l'Orient (Discours), Paris, E. Leroux, 1919, 64 p. (BNF 31439489)
- L'Œuvre américaine en Arménie (Conférence), Paris, E. Leroux / Publications de l'Union intellectuelle arménienne de Paris, 1919, 45 p. (BNF 31439485, lire en ligne ), p. 9-35
- avec Elefthérios Venizélos et Boghos Nubar Pacha, La Fraternité arméno-grecque (Discours), Paris, E. Leroux / Publications de l'Union intellectuelle arménienne de Paris, 1919, 39 p. (BNF 31555849, lire en ligne ), p. 7-26
- avec Antoine Meillet, Mikaël Varandian, Mgr. Krikor Balakian, Th. Vellianitis, Dr. C. Dluskil, Herbert Adams Gibbons, Albert Thomas, Pour la Libération de l’Arménie (Discours), Paris, E. Leroux, 1920, 56 p. (lire en ligne ), p. 14-23
- « Bedros Tourian : Sa vie, son œuvre » (Conférence du 16 mars 1922), Revue des études arméniennes, vol. 2, no 2,‎ 1922, p. 330-341 (lire en ligne  [PDF])
- avec R. P. Louis Mariès, MM. L. G. Guerdan, Charles Diehl, S. M. David-Beg et Paul Boyer, Une cérémonie consacrée à la mémoire du professeur Antoine Meillet (Discours), Paris, Araxe / Publications de la Bibliothèque arménienne Nubar, 1937, 72 p. (BNF 34206940, lire en ligne ), p. 13-27
- « La Traduction de la Bible et la poésie arménienne », dans avec Mgr Garékin Hovsepian, N. Adontz, G. Millet et A. Gastoué, Célébration solennelle du quinzième centenaire de la traduction arménienne de la Bible (Discours), Paris, E. Leroux / Impr. Araxes, 1938, 83 p. (BNF 33289748)
- Collectif (préf. Archag Tchobanian), Festival de Poésie et de Musique Arméniennes (Conférence), Paris, Impr. Araxes, 1945, 68 p.

### Traductions

#### En arménien
- (hy) Anatole France, Եպիկուրի պարտէզը [« Le Jardin d'Épicure »], Paris, Impr. Anahit,‎ 1901, 32 p. (lire en ligne )
- (hy) Alfred de Vigny, Քերթուածներ [« Poèmes choisis »], Paris, Impr. Anahit,‎ 1902, 36 p. (lire en ligne )
- (hy) Frédéric Mistral, Միրէյօ [« Mirèio »], Tiflis, Impr. Koutatélatsé,‎ 1905, 32 p. (lire en ligne )[510]
- (hy) Eschyle, « Պրոմեթեւս շղթայուած » [« Prométhée enchaîné »], Anahit, no 2,‎ juillet 1929, p. 4-17 (lire en ligne )

#### En français
- Raffi, Djelaleddinn, dans La Revue des revues[61] :
  - « Djelaleddinn : Scènes de la vie arméno-kurde », La Revue des revues, feuilleton de la Revue des revues, vol. 19,‎ 4e trimestre 1896, p. 457-465 (lire en ligne sur Gallica )
  - « Djelaleddinn : Scènes de la vie arméno-kurde », La Revue des revues, feuilleton de la Revue des revues, vol. 19,‎ 4e trimestre 1896, p. 562-569 (lire en ligne sur Gallica )
  - « Djelaleddinn : Scènes de la vie arméno-kurde », La Revue des revues, feuilleton de la Revue des revues, vol. 20,‎ 1er trimestre 1897, p. 73-81 (lire en ligne sur Gallica )
  - « Djelaleddinn : Scènes de la vie arméno-kurde », La Revue des revues, feuilleton de la Revue des revues, vol. 20,‎ 1er trimestre 1897, p. 158-166 (lire en ligne sur Gallica )
  - « Djelaleddinn : Scènes de la vie arméno-kurde », La Revue des revues, feuilleton de la Revue des revues, vol. 20,‎ 1er trimestre 1897, p. 270-278 (lire en ligne sur Gallica )
- Aghassi (préf. Pierre Quillard), L'Assassinat du Père Salvatore par les soldats turcs, Paris, Mercure de France, 1897, 45 p. (BNF 31702524)
- Aghassi (préf. Victor Bérard), Zeïtoun : Depuis les origines jusqu'à l'insurrection de 1895, Paris, Mercure de France, 1897, 318 p. (BNF 31702526, lire sur Wikisource)
- Nahapet Koutchak, « Vieux poèmes arméniens », La Revue blanche, vol. 26,‎ septembre-décembre 1901, p. 217-221 (lire en ligne sur Gallica )
- Poèmes arméniens anciens et modernes (préf. Gabriel Mourey), Paris, A. Charles, 1902, 105 p. (BNF 36572185)
- Divan du patriarche Koutchak, Paris, Impr. Anahit, 1902, 133 p. (BNF 35952187)
- Chants populaires arméniens (préf. Paul Adam), Paris, Ollendorff, 1903, 268 p. (BNF 36572500), prix Langlois de l’Académie française en 1904
- « Chants populaires arméniens », Mercure de France, vol. 46,‎ avril-juin 1903, p. 123-139 (lire en ligne )
- Les Trouvères arméniens, Paris, Mercure de France, 1906, 299 p. (BNF 36572538)
- (hy + fr) Komitas, Հայ քնար : Հաւաքածու գեղջուկ երգերի [« La Lyre arménienne : Recueil de chansons rustiques »], Paris, E. Demets,‎ 1906, 45 p. (lire en ligne )
- Chirvanzadé (préf. Frédéric Macler), La Possédée, Paris, E. Leroux, 1910, 188 p. (BNF 31942571)
- Roupen Zartarian (trad. avec Édouard Colangian et Grigor Essayan, préf. Gaston Bonet-Maury), Clarté nocturne [« Ցայգալոյս »], Paris, E. Leroux,‎ 1913, 173 p. (BNF 31682615)
- Djivani (préf. Archag Tchobanian), Les plus belles chansons de Djivani : Le grand poète populaire arménien, Paris, E. Leroux / Publications de l'Union intellectuelle arménienne de Paris, 1919, 54 p. (BNF 32381030, lire en ligne )
- La Roseraie d'Arménie, anthologie de poèmes arméniens du Moyen-Âge et de l'époque moderne, en trois tomes :
  - La Roseraie d'Arménie, vol. 1, Paris, E. Leroux, 1918 (BNF 33592315)
  - La Roseraie d'Arménie, vol. 2, Paris, E. Leroux, 1923 (BNF 36570134)
  - La Roseraie d'Arménie, vol. 3, Paris, E. Leroux, 1929, 291 p. (BNF 31439490, lire en ligne sur Gallica )
- Djivani, « Quelques chansons de Djivani », Revue des études arméniennes, vol. 1, no 4,‎ 1921, p. 427-431 (lire en ligne  [PDF])
- (fr + hy) Komitas (ill. R. Chichmanian), Musique populaire arménienne, Paris, Éditions Maurice Sénart, 1928, 12 p. (lire en ligne )
- (fr + hy) Komitas (ill. R. Chichmanian), Mélodies et chœurs à cappella, Paris, Éditions musicales de la Schola Cantorum, 1930, 31 p. (BNF 43077889, lire en ligne sur Gallica )
- Komitas, Chants d'amour et de danse, Comité des amis du R. P. Komitas, 1933?, IV-12 p. (BNF 43077883)
- Komitas, Concert choral en mémoire de Gomidas Vartabed (1869-1935) : Donné par le Chœur Mixte Arménien, sous la direction de Monsieur Berberian, Alep, Impr. Rotos, 1936, 14 p.

### Sélection d'articles

#### En arménien
- (hy) « Հէնրիք Իբսէն եւ իր Ժան-Գաբրիէլ Բոռքմանը » [« Henrik Ibsen et son John Gabriel Borkman »], Mourdj, Tiflis, nos 11-12,‎ novembre-décembre 1897, p. 1565-1588 (lire en ligne  [PDF])
- (hy) « Հերոսները » [« Les héros »], Nor-Guiank, no 5,‎ 1er mars 1898, p. 65-68 (lire en ligne  [PDF])
- (hy) « Իմ հայրենասիրութիւնս » [« Mon patriotisme »], Nor-Guiank, no 8,‎ 15 avril 1898, p. 113-116 (lire en ligne  [PDF])
- (hy) « Եղիշէ Չարէնց » [« Yéghiché Tcharents »], Abaka, no 16,‎ 1er mars 1924, p. 1 (lire en ligne  [PDF])
- (hy) « Ազգային ու միջազգայինը գրականութեան մէջ » [« Le national ou le cosmopolite dans la littérature »], Zvartnots,‎ 1er janvier 1929, p. 12-15 (lire en ligne  [PDF])

#### En français
- Chavarche Antéorte (pseudonyme), « Les évènements d'Arménie », La Revue blanche, vol. 10,‎ 1er semestre 1896, p. 105-111 (lire en ligne sur Gallica )
- Chavarche Antéorte (pseudonyme), « Les Héros de Zeïtoun », La Revue des revues, vol. 16, no 6,‎ 15 mars 1896, p. 501-511 (lire en ligne sur Gallica )
- « Les émigrés arméniens », La Revue blanche, vol. 11,‎ 2e semestre 1896, p. 394-399 (lire en ligne sur Gallica )
- « Tribune de La Revue des revues : Les Arméniens et les corporations turques », La Revue des revues, vol. 20,‎ 1er janvier 1897, p. 101-102 (lire en ligne sur Gallica )
- « La littérature arménienne contemporaine », Revue encyclopédique, Éditions Larousse, vol. IX, no 305,‎ 8 juillet 1899, p. 521-526 (lire en ligne sur Gallica )
- « Littérature arménienne : Grégoire de Narek », Mercure de France, no 131,‎ novembre 1900, p. 369-405 (lire en ligne )
- « L'Épopée populaire de David et de Mher », La Revue, vol. 39,‎ 4e trimestre 1901, p. 315-321 (lire en ligne sur Gallica )
- « Les Arméniens et la Jeune Turquie », La Revue blanche, vol. 26,‎ septembre-décembre 1901, p. 299-301 (lire en ligne sur Gallica )
- (en) « The Armenian question and Europe », The International Monthly, vol. 5,‎ février 1902, p. 149-165 (lire en ligne )
- (non signé), « La question arménienne exposée par un observateur impartial », Le Courrier européen, no 1,‎ 14 novembre 1904, p. 8-9 (lire en ligne )[511]
- « L'apôtre de l'Arménie contemporaine S. S. Mgrditch Khrimian », Mercure de France, vol. 64, no 226,‎ 15 novembre 1906, p. 181-201 (lire en ligne sur Gallica )
- « La résurrection de l'Arménie », L'Information, no 313,‎ 8 novembre 1918, p. 3 (lire en ligne sur Gallica )
- « Arménie », La Revue de Genève, vol. V,‎ juillet-décembre 1922, p. 479-494 (lire sur Wikisource, lire en ligne  [DjVu])
- « Arménie », Les Nouvelles littéraires, artistiques et scientifiques, no 114,‎ 20 décembre 1924, p. 6 (lire en ligne sur Gallica )

### Préfaces
- Les Alliés et l'Arménie (préf. Denys Cochin et Archag Tchobanian), Paris, E. Leroux, 1918, 63 p. (BNF 31954928, lire en ligne )
- (hy) Հատընտիր էջեր Քուչակեան տաղաշարքէն [« Pages choisies de Koutchak »] (préf. Archag Tchobanian), Paris, Impr. O. Boghossian,‎ 1926, 47 p. (lire en ligne  [PDF])
- (hy) Vahan Malezian (préf. Archag Tchobanian), Անցած օրեր… [« Jours passés… »], Paris, Impr. Kegharvestdagan,‎ 1927, 191 p. (BNF 41375103, lire en ligne )
- (hy) Tlgadintsi (préf. Archag Tchobanian), Թլկատինցին եւ իր գործը [« Tlgadintsi et son œuvre »], Boston, Baikar Association,‎ 1927, 608 p. (lire en ligne )
- (hy) Tovmas Terzian (préf. Archag Tchobanian), Բանաստեղծութեանց Ամբողջական Հաւաքածոյ [« Collection complète de poèmes »], Venise, Éditions de la Congrégation des pères mékhitaristes,‎ 1929, 467 p. (BNF 41219390)
  - Volume I : [lire en ligne] 
  - Volume II : [lire en ligne]
- (hy) Thoros Azadian (préf. Archag Tchobanian), Քառասնակ, Istanbul, Impr. Selamet,‎ 1930, 119 p. (BNF 41356537, lire en ligne sur Gallica )
- (hy) Komitas (préf. Archag Tchobanian), Հայ գեղջուկ երաժշտութիւն [« Musique folklorique arménienne »], Paris, Éditions du Comité Komitas,‎ 1938, 69 p. (lire en ligne ), [lire en ligne]
- (hy) Frédéric Feydit (préf. Archag Tchobanian), Հեթում պատմիչ [« Hétoum l'historien »], Paris, Impr. Araxes,‎ 1939, 26 p. (BNF 32103820, lire en ligne )
- (hy) Nahapet Koutchak, Hovhannès Erzngatsi, Frik et al. (préf. Archag Tchobanian), Հայրէններու բուրաստանը [« Le Jardin des Arméniens »], Paris, Publications de l'UGAB,‎ 1940, 550 p. (BNF 42029818, lire en ligne ), [lire en ligne], anthologie de poèmes préparée par Archag Tchobanian à partir des manuscrits arméniens qu'il a étudiés à Venise, Vienne, Etchmiadzin et Jérusalem[339]
- (hy) Vahram Tatoul (préf. Archag Tchobanian), Հին ու նոր տաղեր, 1907-1940 [« Poèmes anciens et nouveaux, 1907-1940 »], Paris, Impr. Araxes,‎ 1941, 128 p. (BNF 41375183)
- (hy) Lévon Pachalian (préf. Archag Tchobanian), Նորավէպներ եւ պատմուածքներ [« Nouvelles et Récits »], Paris, Impr. Araxe,‎ 1941, 272 p. (BNF 41410728, lire en ligne sur Gallica ), recueil regroupant des œuvres publiées dans des périodiques stambouliotes[512] et préparé par Archag Tchobanian[432],[339]
- (hy) Yévprimé Avédissian (préf. Archag Tchobanian), Այգ ու վերջալոյս : Քերթուածներ եւ արձակ բանաստեղծութիւններ [« Aurore et crépuscule »], Paris, Impr. Kh. Matiguian,‎ 1942, 165 p. (BNF 41193117)
- (hy) Dikran Boudaghian (préf. Archag Tchobanian et Nichan Béchiktachlian), Սպիտակ ածուխը Հայաստանում, Paris, Impr. H. F. Djarian,‎ 1945, 113 p. (BNF 41078572)
- (hy) Ardavazd Surmeyan (préf. Archag Tchobanian), Թշուառի զգայութիւններ [« Sentiments malheureux »], Paris,‎ 1947, 319 p.
- (hy) Marie Atmadjian (préf. Archag Tchobanian), Գողգոթայի շուշանները [« Les Lys de Golgotha »], Paris, Impr. B. Eléguian,‎ 1948, 196 p. (BNF 42029902)
- (hy) Hagop Kouyoumdjian (préf. Archag Tchobanian), Օրերուս երգը [« Le chant de mes jours »], New York, Impr. Gotchnag,‎ 1949, 32 p.

## Archives
La majeure partie des archives d'Archag Tchobanian se situe au Musée d'art et de littérature Yéghiché Tcharents d'Erevan (Arménie). Le fonds Tchobanian comprend 70 000 documents, dont 15 000 lettres en français et de nombreuses lettres en arménien,. Une partie de sa correspondance est progressivement publiée par l'Université d'État d'Erevan au cours des années 1960 et 1970, et le ministère de la culture arménien publie un volume de 298 lettres en 1980 (Correspondance).

## Hommages et postérité

### En France
Le portrait d'Archag Tchobanian, réalisé en 1943 par le peintre Serge Ivanoff, se trouve au Musée arménien de France,. Un autre portrait, réalisé plus tard par la peintre Arminia Babaian-Carbonel, est aujourd'hui exposé à la Galerie nationale d'Arménie.
En 2000, un club Archag Tchobanian est fondé à Alfortville, notamment pour préserver et promouvoir l'héritage arménien.
En 2004, un institut Tchobanian est fondé en France et en Arménie, destiné à la recherche en études stratégiques ainsi que pour promouvoir l'héritage culturel et intellectuel d'Archag Tchobanian. En 2014, l'institut adresse une pétition (peu suivie) au maire d'Erevan, Taron Markarian, pour qu'une rue de la capitale arménienne soit nommée en l'honneur de l'écrivain.
Le 20 juin 2022, lors du conseil d'arrondissement du 9e arrondissement de Paris, sa maire Delphine Bürkli propose l'apposition d'une plaque en mémoire d'Archag Tchobanian rue Jean-Baptiste-Say. Son vœu est adopté. La plaque est dévoilée le 14 mai 2025 par Delphine Bürkli, en présence d'Arman Khachatryan, de Hovhannès Guevorkian, d'Henry Cuny, d'Alexis Govciyan, de Jean Sirapian ou encore de Claude Mutafian.

### En Arménie
En 1982, le 110e anniversaire d'Archag Tchobanian est célébré à Erevan, en Arménie soviétique.
Le 25 juin 2022, le premier ministre arménien Nikol Pachinian évoque le rôle important qu'il a joué dans le développement du parti Ramgavar à l'occasion des cent ans de ce dernier.
Un timbre à son effigie est édité à 15 000 exemplaires le 25 juillet 2022 en Arménie en l'honneur de son 150e anniversaire.
En octobre 2022, le Musée-Institut Komitas (Erevan) organise une exposition, en partie financée par l'ambassade de France, consacrée à l'amitié entre Komitas et Archag Tchobanian.

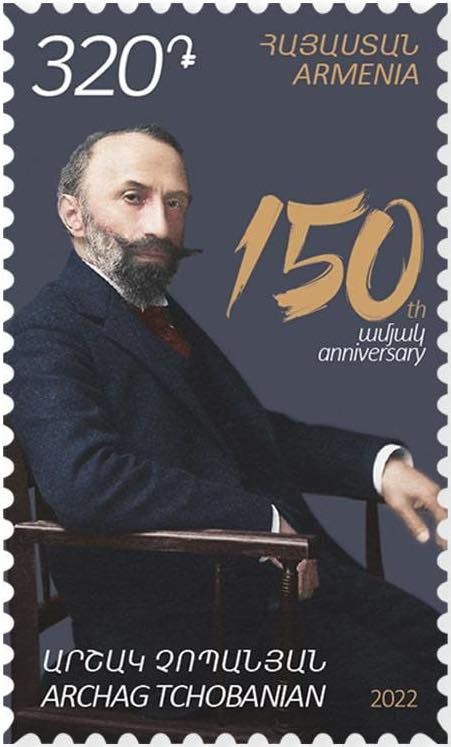
Timbre commémoratif.
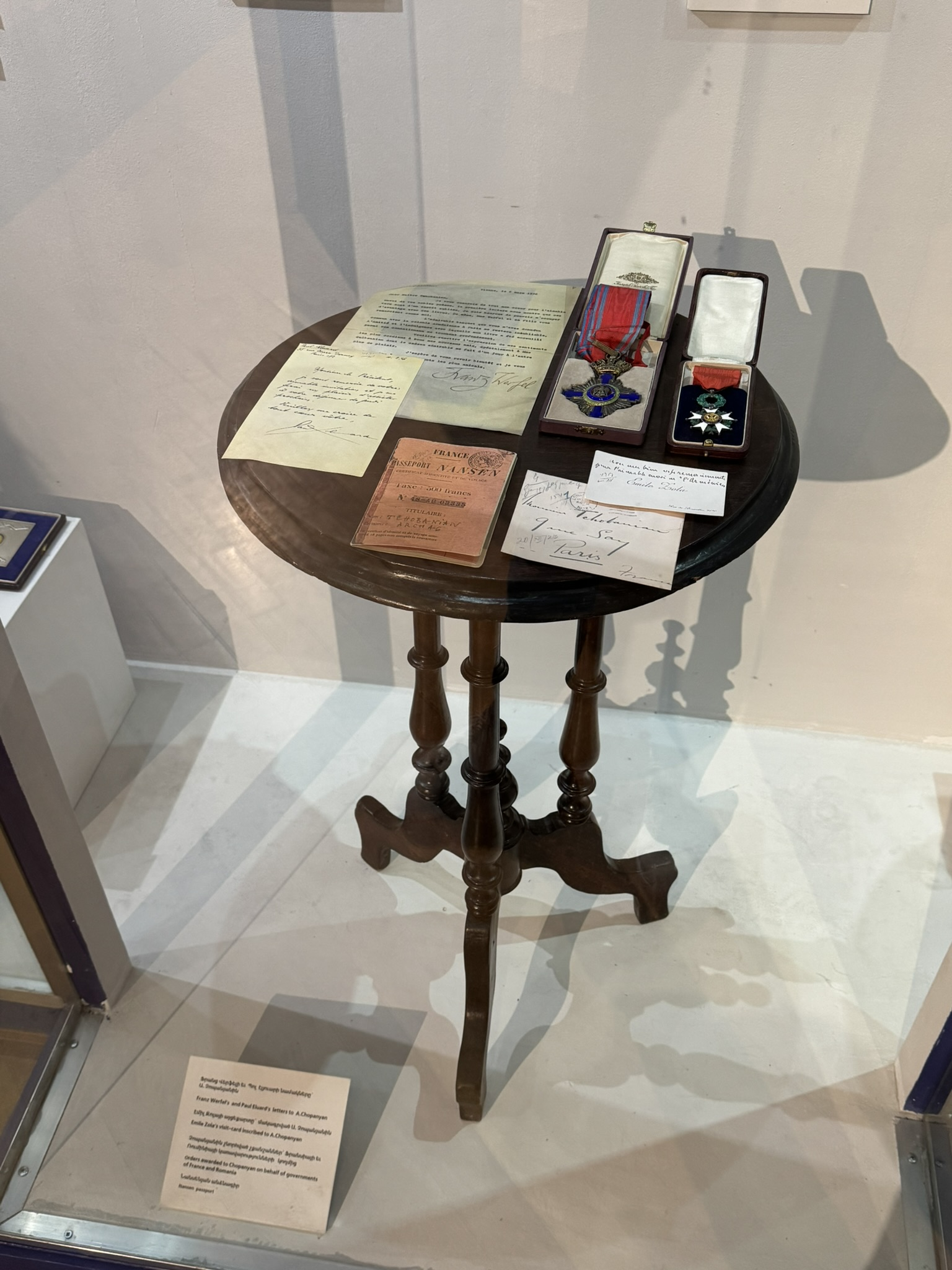
Possessions d'Archag Tchobanian en exposition au musée d'art et de littérature Yéghiché Tcharents à Erevan. On peut y distinguer son passeport Nansen, ses médailles de chevalier de la Légion d'honneur et de l'Ordre de l'Étoile de Roumanie, une lettre de l'écrivain autrichien Franz Werfel, une lettre de Paul Éluard ainsi que la carte de visite d'Émile Zola.
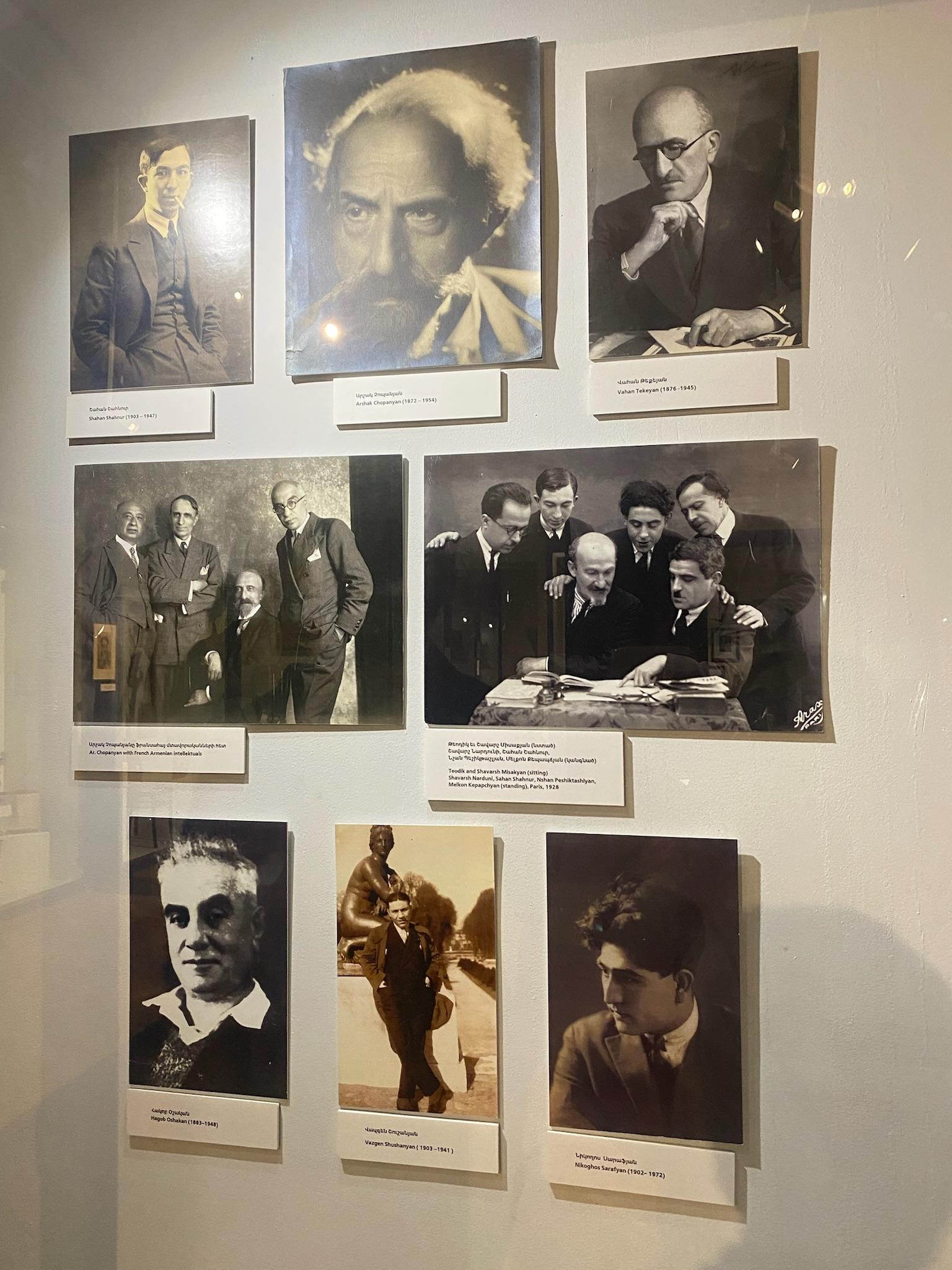
Photographies d'Archag Tchobanian parmi de nombreux écrivains de la diaspora arménienne au musée d'art et de littérature Yéghiché Tcharents.